# عبد السلام ياسين
عبد السلام ياسين (4 ربيع الثاني 1347 هـ / 19 سبتمبر 1928 - 28 محرم 1434 هـ / 13 ديسمبر 2012) وبالكامل عبد السلام بن محمد بن سلام بن عبد الله المرشد العام ومؤسس أكبر الجماعات الإسلامية المغربية جماعة العدل والإحسان، وموظف سابق في وزارة التربية بالمغرب، ومدرس فأستاذ فمفتش ثم داعية إسلامي، اشتهر ياسين بمعارضته الشديدة لنظام حكم الملك الحسن الثاني عندما وجّه له سنة 1974 في أوج سنوات الرصاص رسالة نصح بعنوان الإسلام أو الطوفان. ابنته هي الناشطة الإسلامية نادية ياسين. له العديد من المؤلفات في السياسة والدين.

## النشأة

### المولد والأسرة
كان مولده صباح يوم الإثنين الرابع من ربيع الثاني سنة 1347 هجرية الموافق للسابع عشر أيلول 1928م كان والده فارساً من فرسان قبيلة أيت زلطن ينتمي إلى أسرة شهيرة في الجنوب تدعى آيت بهي، وهي التي كان لها صيت وذكر في تاريخ المغرب، كان من رجال هذه الأسرة –  أصلهم من ناحية بلدة تسمى أولوز بل من أشهرهم القائد عبد الله ولد بهي الذي كانت له الرئاسة على اثنتي عشرة قبيلة وكان له أعمام وأقرباء رؤساء، فلما قتله السلطان محمد بن عبد الرحمن، ظلت الأسرة تحت وطأة الملاحقات.
كان والد عبد السلام يعمل فلاحاً ثم خرج من بلده حاحا مضطرّاً لِما كان يحيط به وبأسرته عامة من مؤامرات مخزنية - المخزن رمز للسلطة المستبدة في تاريخ المغرب - فقد أُخبر بأن القائد عزم على اغتياله فكان من أمره أن خرج اتقاءَ المكيدة، واستقر آخر الأمر في مراكش وتزوج على كِبَر وقد تجاوز الخمسين من ابنة عمومته الحاجة رقية بنت أحمد.
نشأ عبد السلام ياسين في بيئة بدوية وحضرية في آن واحد فعلى الرغم من إقامة الأسرة الصغيرة بمدينة مراكش، فقد كان اتصالها بالبادية مستمراً، وكان الطفل يتردد على البادية ويرى كيف يعيش الناس فيها قريبين إلى الفطرة، مندمجين في حياة منسابة لا تعوقها حواجز المدينة ومنغصاتها الاجتماعية وكان لاتصال الطفل بالبادية وأجوائها البيئية والاجتماعية، أبلغ التأثير في حياته.

كان عبد السلام ياسين وحيد والديه بعد وفاة أخته الكبرى ومع هذا وذاك، كان يكابد في طفولته أمراضاً كثيرة تركت جروحاً غائرة في أعطاف ذاته قال موضحاً:
| عبد السلام ياسين | نشأت في أمراض متعددة كثيرة في حضن أسرة بدوية التكوين على كل حال، قليلة الوسائل. كان التطبيب بالنسبة إليها أعشاباً من هنا وهناك، فمررت في طفولتي بأمراض شديدة. | عبد السلام ياسين |

وعلى لسانه مرة أخرى تتدفق معاني الإيمان الراسخ في وجدان الطفولة حيث قال:
| عبد السلام ياسين | كان جَد والدتي من أمها جميعاً مؤذناً في قريته. فمنذ عقلتُ وأنشودة شلحيَّةٌ تداعِبُ أذني. لا يزال رَنينها في أسماعي إلى الآن. لا يزال حنان الأم ولُطفُ العناية ممتزجا بالنغمة والكلمة والوزن والإيقاع. سمعت الجدة من المؤذن، وسمعت الأم من الجدة، وسمعتُ ووَعيتُ. | عبد السلام ياسين |

### في المدرسة القرآنية
تعلم عبد السلام ياسين على يد رجل عالم مجاهد تعلم منه تعاليم الإسلام الأولى في حياته، وكان الرجل هو العلامة محمد المختار السوسي الذي كان يمتاز بالعلم والتقوى والاستقامة والصلاح والذي أسس بعد رجوعه من مدينة فاس مدرسةً في الحي ذاته الذي كان به بيت الطفل عبد السلام، فكانت محضناً لتعليم وتربية الشباب الذين كانوا يجمعون بين طلب العلم والدفاع عن استقلال الوطن.
كان الطفل عبد السلام يدرج مع الصغار بين أيدي تلامذة العالم السوسي، يلقنونهم كُنه العلم ويعلمونهم القرآن الكريم ثم شيئاً فشيئاً ومنذ السنوات الأولى صاروا يلقنونهم أيضاً مبادئ اللغة العربية فكان ذلك التكوين المزدوج يومئذ جديداً على الناس إذ المعهود أن المدرسة القرآنية لم تكن تلقن إلا القرآن الكريم حتى يحفظه المتعلم.

كتب عبد السلام ياسين لاحقاً موضحاً الأثر الخلقي والعلمي للعلامة السوسي:
| عبد السلام ياسين | قام في الحمراء على قدَم وساق، وأسس مدرسته بالرميلة، ودأَبَ على عقد لقاءاتٍ وندوات يتبارى فيها تلامذتُه وأصدقاؤُه في اقتطاف زهور جنانه الأدبية، ويُحْضِرُ الصبية من أمثالي دون السابعة ليُعَرِّضوهم في السنِّ الغضَّة لغيوثه الهامعات السواكب، وليعلموهُم بالمثال الحيِّ سَمْتَ المتخلقين بأخلاق الإسلام، حضرت مرة أو أكثرَ مجالسه في عرصَةٍ بظهر مسجد الكتُبية لا أذكرُ فلعل سني يومئذ دون السابعة فلم يبق في ذاكرتي إلاَّ سَمْتُ الفقيه في سلهامه الأبيض، وجدِّيّةِ ملامحه، ثم عَطفُه الرقيق علينا نحن الكتاكيت. | عبد السلام ياسين |

انطبع في ذاكرة عبد السلام ياسين صورة الفقيه النظيف اللطيف البشوش، كما انطبع في عقله أن الفقيه شخصية ودود قال عبد السلام ياسين:«كنا نتحلق حول الفقيه صبية مَرِحين ضاحكين صارخين آبّانا! فيدخل الفقيه في اللعبة ويجيب آوْلِداتي! ولا أذكرُ هل كان يَنْفحنا أيضاً ببعض الحلوى ولعله كان يفعل رحمه الله وأغدق عليه من كرامته، ورحم تلامذتَه أساتِذتَنا البَرَرة. آمين.»

### التعليم
كانت علامات النبوغ والتفوق على موعد مع الغلام الذي ملأ صدره بآيات وسور القرآن العظيم، وهذب لسانه بقواعد اللغة العربية وصار يقرض الشعر وهو في سن الثانية عشرة. بدأ يتطلع بل يخطو خطوات حثيثة إلى الاستزادة من العلم مما دفع عمه سعيد إلى تأييده وحثه على ولوج معهد ابن يوسف - ذكر عبد السلام ياسين أن عمه سعيداً المتعلم الوحيد من بين أعمامه - هو الذي شجعه على الالتحاق بمعهد ابن يوسف لما رأى من حفظه للقرآن الكريم وإلمامه باللغة العربية، الذي كان معهدا دينياً تابعاً لجامعة القرويين وكان مديره العالم ابن عثمان ومراقب الدروس فيه العلامة بورقبة الذي استشهد عند الاستقلال.
كان على الغلام أن يَمثُل أمام لجنة امتحان لتحديد حصيلته من القرآن الكريم وحظه من اللغة العربية، ذكر عبد السلام«أن العالمين الجليلين امتحناه امتحاناً دقيقاً فتبين لهما أنه جدير بأن يطوي ثلاث سنوات من التعليم الابتدائي مرة واحدة، لينتقل إلى المرحلة الثانوية مباشرة.» في المعهد قضى عبد السلام نحو أربع سنوات متميزاً بين أقرانه بحكم ما كان يتمتع به من التمكن في اللغة العربية، ثم صار في نهاية تلك المرحلة منشغلاً بتعلم اللغات الأجنبية شغوفاً بقراءة ما يقع في يده من كتب ومجلات، وهو حينئذ يخطو نحو التاسعة عشرة من عمره.
لما أكمل عبد السلام ياسين السنوات الأربع في معهد ابن يوسف بتفوق، تقدم لاجتياز مباراة توظيف المعلمين، فكان نجاحه فيها وسيلة متميزة للانفتاح على عالم جديد واستئناف مسيرة التعلم الذاتي، فقد وجد في الانتقال من مراكش إلى الرباط فرصة سانحة لتوسيع مداركه من خلال ما أتاحته له داخلية مدرسة مولاي يوسف من تعارف وتواصل وتلاقح مع تلاميذ قدموا من مناطق شتى خاصة في أوقات الاستراحة وقاعات المطالعة، فكان لعامل التنافس الأثر الأكبر في صقل قدراته ومعارفه، لم يمنعه إقباله القوي على تعلم الفرنسية من الاندفاع نحو تعلم لغات أخرى مثل الإنجليزية واللاتينية خاصة بسبب ما كان يشهده لدى التلامذة الآخرين المهيئين للتعليم الفرنسي من رعاية وتقدير الأجانب المستعمرين مقابل ما يلقاه التلامذة المعدون لتعليم اللغة العربية من احتقار واضح، ولما رحل صحبة والدته - في نهاية دراسة عبد السلام بمدرسة المعلمين سنة 1947 توفي والده - من مراكش إلى مدينة الجديدة ليباشر التدريس في مدرسة ابتدائية، واصل جهوده العلمية والتكوينية فتمكن من أن يطوي في سنوات قليلة جداً مراحل الدراسة في معهد الدروس العليا للدراسات الإسلامية في الرباط ثم ما لبث أن حصل على شهادة أهلته ليصير أستاذاً للغة العربية والترجمة بمراكش، فمفتشاً بالتعليم الابتدائي بعد ثلاث سنوات من التدريس.

## العمل
جاء عهد الاستقلال عام 1956 فكان عبد السلام ياسين من أوائل الموظفين المغاربة الذين تسلموا مقاليد الأمور، وكانت له جهود حثيثة لدعم بناء المنظومة التعليمية بالمغرب وبلدان أخرى حديثة العهد بالاستقلال مثل الجزائر، كان يصل ليله بنهاره خاصة في مراحل اختيار المدرسين الجدد وتكوينهم، متحرِّياً النزاهة والصدق والصرامة في القول والعمل. واستطاع عبد السلام ياسين أن يتولى عدداً من المناصب والمسؤوليات التربوية والإدارية بوزارة التعليم، نذكر منها:
- مزاولة مهام التفتيش التربوي في السلكين الابتدائي والثانوي بأقاليم مختلفة.
- ترؤس مؤسسات تكوينية تابعة للوزارة منها: مدرسة المعلمين بمراكش ومركز تكوين المفتشين بالرباط.
- المشاركة والإشراف على دورات تدريبية بيداغوجية داخل المغرب وخارجه: فرنسا، أمريكا، لبنان، تونس، الجزائر.

كانت هذه الأنشطة والمسؤوليات مدخلاً لاكتساب خبرة غنية وفرت لياسين اطلاعاً واسعاً على الأمراض والأوبئة الاجتماعية والإدارية التي شرعت تنخر دواليب الدولة والمجتمع منذ مرحلة الحماية الفرنسية فكانت مظاهر المحسوبية والرشوة والانتهازية تعلن عن نفسها بأشكال وصور متعددة وفي مستويات مختلفة، مما جعل التميز الخلقي لشخصية ياسين ملفتاً في بيئته المهنية والاجتماعية إذ اشتهر بين الناس باستقامته وعدله وقوته في الجهر بالحق.

قال ياسين:
| عبد السلام ياسين | جاء الاستقلال فكنت من الرعيل الأول من الموظفين المغاربة الذين تسلموا مقاليد الأمور من الإدارة الفرنسية، وعندئذ تعلمت أيضاً من الواقع كيف كانت الحزبية والوصولية والمحسوبية والرشوة وكل هذه الأمراض التي استفحلت بعد الاستقلال إلى الآن استفحالاً عظيماً، كيف كانت بذور كل هذه الأمراض تكون استعداداً لما نحن فيه الآن من الويلات. جربت أول الاستقلال أن أكون الموظف المستقيم، وكانت لي سلطة على كل حال على معلمي اللغة العربية في مدارس الدار البيضاء ونواحيها. فكانوا يقولون يومئذ هذا عمر بن الخطاب جاءنا بالعدل، لأنني غيرت عادة نشأوا عليها، وهي أن الإنسان يتقدم في وظيفه - بل يدخل إلى الوظيفة أساساً - بالعطاء والرشوة. حفظني الله عز وجل طيلة حياتي إلى الآن وأسأله المزيد من الحفظ أن أقبل شيئاً من هذه المناكر، لا أذكر أنه كانت أية محاولة لإغرائي بالعطاء إلا مرة واحدة، جاءني رجل بدجاج وقال لي هدية، فعنفته تعنيفاً كثيراً، وأغناني عن تعنيف الآخرين ما كان يعرف عني – بحمد الله عز وجل - من الجدية، بل من الصرامة بل من الخشونة في حكم بعض الناس. | عبد السلام ياسين |

وكتب عبد الغني أبو العزم وصفاً دقيقاً لشخصية عبد السلام ياسين حينما كان مديراً لمركز تكوين المعلمين بمدينة مراكش:
| عبد السلام ياسين | ويكفي أن أشير هنا إلى أن حضوره في أي درس من الدروس التطبيقية يعد يوماً أسود، كان دوماً ينشد النموذج الأعلى في أرقى مستوياته، ولا شيء غير ذلك، وويل لمن جاء لابساً الجلباب أثناء الدرس، أو غير معتن بمظهره وهندامه وربطة عنقه، ونظافة جسمه، فالمعلم كما كان يؤكد دوماً هو القدوة والمثال، لذلك كان حرصه شديداً أن نكون كذلك، كان المدير الواقف أمامنا يلبس كسوة أنيقة جداً، تميل إلى الزرقة، وربطة العنق تشد قميصه في أناقة صارخة، وتبدو عليه المهابة والوقار، وسيم ونحيف جداً كقضيب الخيزران، له شنب مرتب بعناية، ويلبس حذاء لامعاً، تطلع إلى محياه كل تلامذة الفصل، ينتظرون أول جملة ستخرج من فمه لالتقاطها، إلا أنه كان شحيحاً، إذ ظل صامتاً فترة طويلة مما جعلنا نتأمل شخصيته وقامته من الرأس إلى أخمص القدمين، وهو ما جعل الصورة التي رسمتها تنطبع في الذهن، تفرس في وجوهنا ما شاء الله، وكأنه يريد أن ينفذ إلى أعماق كل تلميذ ليكتفي بالتعرف على خباياه من خلال ملامحه دون غيرها، كانت نظراته نافذة وعميقة الدلالة، نظرات عالم نفس، مرب، يسعى لقراءة ما في نفوس متلقيه من خلال ملامحهم ويشعرهم في آن واحد بعمق نظراته، بعد الصمت الرهيب، بدأ السيد المدير يخاطبنا بصوت خافت جداً، يعلو قليلاً وسرعان ما يعود إلى خفوته، كمن يعزف قطعة صامتة على الكمان، يقف عند الوتر الحساس ليشد انتباهنا، تحدث أزيد من ساعة في كل شيء، لم يترك أي شاذة أو فاذة إلا وخاض فيها: النظام الداخلي للمدرسة، الدروس وحصصها وأوقاتها، الأكل والمبيت، ومغادرة المدرسة مرة واحدة في الأسبوع، وويل لمن سمحت له نفسه بأن يتسرب في أي وقت من الأوقات خارجها، كانت لهجة التهديد واضحة من خلال كلامه حول كل قضية من القضايا التي أثارها، وختم حديثه بالقول: لقد فرض علينا تكثيف سنتين دراسيتين في سنة واحدة، وعليكم تحمل ذلك، وعدم تضييع أي ساعة من ساعات الدرس، والالتزام بالنظام الداخلي التزاماً دقيقاً، واحترام مواعيد الدروس، وأخبركم منذ البداية وبوضوح تام لا غبار عليه بأنكم تحت حراسة مشددة، ويجب ألا يغيب عن ذهنكم لحظة واحدة أنكم غداً ستتحملون مسؤولية خطيرة وكبرى: تعليم وتربية أطفال المستقبل، وختم حديثه بالقول: أعتقد أني كنت واضحاً بما فيه الكفاية وقل اعملوا فسيرى الله عملكم ورسوله والمؤمنون. صدق الله العظيم. كانت هذه أول وجبة دسمة نتلقاها في أول يوم بمدرسة المعلمين، لم تشعرنا فقط بجسامة ما ينتظرنا، بل وضعت أمامنا ملامح شخصية قوية في تعابيرها، وألفاظها، وقوتها، وسلطتها، وهيبتها، على الرغم من نحافتها وخفوت صوتها، بعد ذلك جاء الحارس العام مرة أخرى يملي علينا البرنامج الأسبوعي بما في ذلك الدروس التطبيقية، وأسماء التلاميذ، وذكرنا بكل ما قاله السيد المدير، ولم يكتف بلفظ المدير هذه المرة، إذ أضاف اسمه الكامل: الأستاذ عبد السلام ياسين. | عبد السلام ياسين |

## اليقظة القلبية
قال ياسين:«ما منَّا إلا من كانت له في طريقه إشارات إلهية، وأسباب دبرها الله عز وجل الذي يهدي من يشاء ويضل من يشاء، كي تكون صُوى في طريقه.» في سنة 1965 وفي غمرة التفوق المهني والارتقاء الاجتماعي، كان ياسين على موعد مع تحول كبير عبر عنه لاحقاً في كتاب الإحسان قائلاً:
| عبد السلام ياسين | كنتُ قد شارفت الأربعين عندما تداركني الرؤوف الرحيم بالمؤمنين بهَبة ويقظة، فهام الفؤاد، وغلب التفكير في المبدأ والمعَاد، فوجدتني محمولاً على الطلب مدفوعاً إليه. كيف السبيل إليك يا رب؟ وعَكفت على كتب القوم، فما منهم إلا من صرفني للبحث عن الرفيق قبل الطريق. بِمن أَستنجد يا رب غيرك؟ وشككت وترددت: أَهُو شرك مع الله؟ لكنني بَعد أن استغرقْت في العبادة والذكر والمجاهدة والتلاوة زماناً، تبيّنتُ أن طلب ما عند الله هو غير طلب وجه الله. الأعمال الصالحة إن كان فيها الإخلاص وقَبِلها الحنان المنان تُنيل الجنان. لكن أي شيء يرفعني إلى مقامات الإحسان وَفسحات العرفان؟ واشتد بي الأسى، وعِفْتُ نفسي، وتضرعت وبكيت عليه، هو الملك الوهاب. وأتحفتني ألطافُهُ بلقاء عارف بالله رباني صحبته أعواماً رحمه الله. وفَهمت منذئذ ما معنى كون الطريق مسدوداً، ولِمَ هذه السدود، وكيف اختراقها، وأين، ومتى، وأيَّانَ! لله الحمد والمنة، ولأهل الله الناصحين خلق الله، لا يخافون في النصيحة غير الله، ولا يرجون إلا الله، الشكر الخالص. لا إله إلا الله محمد رسول الله. | عبد السلام ياسين |

وقد تحدث ياسين عن سيرة شيخه الحاج العباس بن المختار البودشيشي وشيخه من قبل السيد بومدين:
| عبد السلام ياسين | الحاج العباس رحمه الله ينتمي إلى أسرة قادرية يعني من أسرة تنتمي إلى الشيخ عبد القادر الجيلاني رحمه الله، كان رجلاً فلاحاً، وكان فلاحاً ناجحاً في شبابه وكهولته الأولى، وأخبرني رحمه الله بأنه كان أبعد الناس عن الاهتمام بالسلوك الصوفي لأنه نشأ في الزاوية، كان أبوه وجده وجد جده والسلسلة طويلة، كانوا مشايخ طريقة، فكان هو يعرف أن الطريقة شيء ورث عن الأجداد وكفى، ولكنه التقى بشيخه وشيخنا جميعاً بالتالي السيد بومدين، وهو ابن عمه، وكان سيدي بومدين هذا رحمه الله رجلاً مقرئاً يقرئ القرآن، كان مدرراً، كان يعلم القرآن، لكنه أمضى حياة طويلة طويلة طويلة في البحث عن شيخ يربيه. فلما حصل على ما يصبو إليه الرجال رجع إلى بلدته، فيحكي لي الحاج العباس رحمه الله أنهم لما جاءهم هذا الرجل وهو ابن عمهم ظنوا أنه جاء ينافسهم في الطريقة، أنه جاء ليأخذ زمام الزاوية، لم يكونوا يفرقون بين رجل بحث حتى عرف الله وبين رجل ورث عن آبائه طريقة فهو يعطي أورادا هكذا. فبصحبته لهذا الرجل اكتشف شيئا فشيئا أنه لا بد له أن يبحث عن شيخ يربيه، وهذا الرجل ابن عمه كان رجلاً عرف الله عز وجل فهو مؤهل لكي يأخذ بيده، فلجأ إليه وطلب إليه الصحبة فكان ما كان، وقبيل أن يتوفى الله أبا مدين عهد إلى الشيخ العباس من بعده أن يكون قدوة لمن يريدون السلوك إلى الله سبحانه وتعالى. | عبد السلام ياسين |

ظل ياسين يذكر نعمة الله وفضله:«ذهبت عند شيخي رحمه الله، السيد الحاج العباس القادري البوتشيشي، فأعتبر أن لقائي به كان ميلادي الحقيقي بعد الميلاد الجسمي، والميلاد الجسمي يشترك فيه الإنسان والحيوانات، لكن ميلاد الروح هو الشيء الذي يميز الإنسان الحق، الإنسان الموعود بالكرامة من الله عز وجل من غيره، وجدت أن الحق مع الصوفية كما وجده الغزالي؛ ولا أقف لأعتذر وأتواضع وإنما أذكر نعمة الله عليّ، وما وهبني من رحمة، وما علمني من علم بصحبة أهل الله، فله الحمد والشكر، شكراً يزيدني به علماً ورحمة. وأذكر نعمة الله عليَّ في الملإ لأنه وهبني بعد وفاة شيخي منذ ثلاث سنوات ما يقصده المريدون من الصحبة.»

### مغادرة الزاوية البودشيشية
لبث عبد السلام ياسين في حضن الزاوية البودشيشية القادرية مدة ست سنوات في صحبة الشيخ الحاج العباس بن المختار وابنه الشيخ حمزة من بعده، ليغادرها بسبب ما بات يلاحظه من مؤشرات تحول قال عنه واصفاً ومبيناً:«﴿وَكُنْت عليهم شهيدا﴾ أستشهد بهذه الكلمة كلمة سيدنا عيسى عليه السلام وأتمثل بها، ﴿وكنت عليهم شهيدا ما دمت فيهم فلما توفيتني كنت أنت الرقيب عليهم وأنت على كل شيء شهيد﴾ كانت علاقتي بالمريدين علاقة محبة، وكانت النيات الطيبة وكانوا من الناس الأخيار. لكن هذا الشيء الذي يتهدد كل سالك لطريق الله، وهو ظهور الأحوال والمشاهدات والكرامات والأشياء التي طالما نبه عليها كُمَّل المشايخ، قالوا هذه الأشياء تلهي عن الله عز وجل وتحجب عن الله عز وجل، فلعل بعض المريدين يظهر لهم نورانية أو مكاشفة فيقول أنا وصلت، أنا أصبحت من الواصلين فيقف، عندئذ خسر الدنيا والآخرة.»
بات ياسين يشعر بالحاجة إلى إصلاح أحوال أمة رسول الله صلى الله عليه وسلم مما يقتضي ضرورة الجمع بين التربية والجهاد، وتجاوز حدود الخلاص الفردي كما رسمته قواعد السلوك الصوفي إلى الخلاص الجماعي للأمة. قال ياسين:«أذكر أنني عندما كتبت «الإسلام بين الدعوة والدولة» كتبت فيه لقاءات بين رجال الدعوة ورجال الدولة، وكان في تفكيري يومئذ أن هؤلاء الحكام الجبابرة يمكن أن يستفيدوا لو فعلوا مثل ما فعل من ذكرتهم، أظن خمسة أمثلة في التاريخ من الرجال، صحبوا أفاضل من العلماء والمشايخ المُربين، فبعثت نسخة إلى القصر الملكي بل حملتها بنفسي إلى الديوان الملكي، نسخة من «الإسلام بين الدعوة والدولة» وبالطبع هذا بقي في سلة المهملات.»

### الإسلام أو الطوفان
ثم كانت رسالته الناصحة إلى ملك المغرب الحسن الثاني تحت عنوان الإسلام أو الطوفان هي الحد الفاصل بين مرحلة ومرحلة في حياة ياسين، ومع هذا كان انفصاله عن الزاوية برفق وحكمة؛ فقد انتقل من مدينة الرباط – لأسباب صحية - إلى مراكش، فكان مجرد انتقاله انقطاعاً عن الزاوية، دون أن يعلن أنه انقطع أو أنه يريد الانقطاع، ثم بعد ثلاثة أشهر خرج كتاب الإسلام أو الطوفان في شتنبر 1974 قال ياسين:«كان انفصالي عن الزاوية انفصالاً ليناً ولطيفاً عندما كتبت رسالة «الإسلام أو الطوفان» لم أستشر فيها أحداً من أهل الزاوية بتاتاً، فلما خرجت من الزاوية اعتبروها هم وثيقة انفصال، وكانت واقعياً انفصالاً جذرياً على مستوى الفكر، وعلى مستوى الموقف السياسي، وعلى كل مستوى؛ فهمي للحاضر والمستقبل والماضي وانتهى الأمر.»
ولما كان ياسين يخشى على إخوته في الزاوية بأس السلطة السياسية، فقد كتب رسالة محبة وتبرئة إلى الشيخ حمزة قال فيها:«لما عزمت على أن أقول كلمة حق عند سلطان جائر، فأكون مع سيد الشهداء إن شاء الله، خشيت أن ينالهم سوء بموقفي هذا، فكتبت رسالة إلى الشيخ سيدي حمزة قلت له: يا أخي، إنني كنت في الزاوية .. أحسن الله إليكم، وأنا أخاف أن تؤذوا من جانبي، فأنا أقول لكم: السلام عليكم ورحمة الله وبركاته.»

### الدعوة والسياسة
أفصح عبد السلام ياسين عن الهموم التي أضحت تراوده وتشغل باله شيئاً فشيئاً من كتاب الإسلام بين الدعوة والدولة إلى رسالة الإسلام أو الطوفان:
| عبد السلام ياسين | كان حزني على ما يعيثه المُفسدون في الأرض من فساد، كان هذا شيئاً يسكن كياني منذ سنوات، عندما دخلت إلى طريق الشيخ كنت خلياً من هذه الأشياء .. لم أكن أحمل إلا هم نفسي فقط فقط .. لا يهمني شيء آخر .. لكن لما استنار قلبي – ولله الحمد أذكر نعمة الله علي - صرت أشعر بقوة تزداد على مر الأيام بأن من واجبي أن أقول كلمة حق عند سلطان جائر، لا أقول إنني فكرت في هذا سنوات لكن شهوراً، فاستقر أمري على كتابة هذه الرسالة. | عبد السلام ياسين |

كانت الرسالة قوية المعنى والمبنى بالنظر إلى الشروط السياسية المُميزة للمرحلة وإلى المضامين التي جاءت بها، أما الظروف العامة التي اكتنفت الحدث فقد صارت معروفة اليوم بسنوات الجمر والرصاص حيث كان الصراع السياسي على أشده بين أقطاب الحقل السياسي؛ المؤسسة الملكية والجيش والمعارضة الاشتراكية، وكانت اللغة السياسية المهيمنة موسومة بالعنف والاتهام والتخوين بسبب عوامل البغي والاضطراب الاجتماعي والسياسي، ومن جملتها المحاولتان الانقلابيتان ضد الملك، حيث تمت محاولة الانقلاب الأولى بالقصر الملكي بمدينة الصخيرات يوم 10 يوليو 1971 بتخطيط من بعض الجنرالات، وبالأخص الكولونيل امحمد اعبابو قائد مدرسة أهرمومو العسكرية والجنرال محمد المذبوح، أما المحاولة الثانية فقد جرت بتخطيط من وزير الدفاع الجنرال محمد أوفقير يوم 16 أغسطس 1972 وبمشاركة أفراد من سلاح الجو الذين هاجموا طائرة الملك القادمة من برشلونة.
وأما مضامين الرسالة التي تجاوزت المائة صفحة، فقد نصح بها ياسين الملك الخائف من ضياع ملكه نصيحة واضحة فصيحة كشفت الوجه الجهادي للرجل الخارج تواً من زاوية صوفية محملاً بروحانية الذاكرين المُتبتلين، كانت النصيحة تدعو الملك إلى التوبة والرجوع إلى الإسلام وشريعته مقترحة نموذجاً تاريخياً هو الخليفة الراشد عمر بن عبد العزيز وموضحة مجموع الخطوات العملية التي يتعين على الحاكم أن يبرهن بها لله ولشعبه على صدق الذمة والقول.

كتب ياسين في مقدمتها مخاطباً الملك:
| عبد السلام ياسين | رسالتي إليك ليست ككُل الرسائل؛ إنها رسالة تفرض الجواب عنها فرضاً، وحتى السكوت عنها جواب بليغ، إنها رسالة مفتوحة حرصت أن تحصل في أيدي الأمة قبل أن تصل إليك منها نسختك، لعلك تقرأها كما يقرأ المُلوك رسائل السوقة، وعهدنا بالملوك التيه والفيش، لكنك لن تملك إلا أن تجيب عنها بعنف السلطان وجبروته، حين ترفض الوضوح الذي تتسم به النصيحة التي تحملها إليك وإلى المسلمين عامتهم وخاصتهم أو تجيب عنها بالإخبات إلى الله والرضوخ للحق إن دعاك لذلك النسب الذي شرفك الله به، أوتداركك الله سبحانه وتعالى بنور يقذفه في قلبك تميز به الحق والباطل، وتسمع به الكلمة الطيبة التي جاءك بها بشير هذه الصفحات التي ما خططت فيها حرفاً إلاّ ابتغاء رضى الله ربي لا عدواناً ولا كيداً والله حسبي منك ومن العالمين. | عبد السلام ياسين |

### في المعتقل مع المرضى والمجانين
كانت الرسالة موسومة بالوضوح في المضمون والجرأة في الخطاب، كما كانت موجهة للرأي العام إذ لم تكن النسخة الواقعة بيد الملك سوى واحدة من ضمن عشرات النسخ التي أرسلت إلى العلماء والمثقفين والوجهاء، لكل هذه الأسباب تلقى الإمام ياسين مكافأة مباشرة تمثلت في اعتقاله مدة ثلاث سنوات وستة أشهر دون محاكمة، قال ياسين:
| عبد السلام ياسين | كانت سنة 1394 هـجرية الموافق 1974 ميلادي كتبت فيها رسالة الإسلام أو الطوفان وتعلمون ما حدث بعد ذلك من اعتقال، سنة ونصف منه في مستشفى الأمراض الصدرية وسنتان في مستشفى الأمراض العقلية وكان لأخوي الكريمين سيدي محمد العلوي وسيدي أحمد الملاخ الفضل في طبع كتابي الإسلام أو الطوفان ونشره، وقد أديا إثر ذلك في يد الشرطة ما قدر الله لهما من البلاء، فقد أوذيا أذى كثيراً يكفي أن تعلموا أنهما أمضيا خمسة عشر شهراً على الأرض، وفي البرد الشديد، يأكلان الخبز اليابس الملطخ بالبترول، والعدس الممزوج بالحصى، ولا حول ولا قوة إلا بالله. | عبد السلام ياسين |

وكان في طي هذه المحن منحٌ ربانيةٌ كا قال ياسين:
| عبد السلام ياسين | فترة الاعتقال الأولى في سنة 1974م [1394هـ] كانت فترة هدوء وتأمل وتفكير في الظاهر وفترة ذكر عميق وفترة خلوة، كانت هي من أسعد فترات خلوتي، لا أقول أسعد فترات حياتي، كانت من أسعد فترات خلوتي، فكانت السنوات الثلاث والنصف مناسبة لملازمة الأذكار، ولمراجعة ما كان فُقد من القرآن الكريم، كان هذا أهم شيء مَن به الله علي في ذلك الوقت، استرجعت القرآن وأعدت حفظه، وكان سهلاً على كل حال لأني حفظته منذ الصبا، فاسترجعت القرآن استرجاعاً جيداً ولله الحمد، وقرأت أيضاً كُتباً، كانت فترة ذكر في كلمة واحدة. | عبد السلام ياسين |

ورغم أثقال الظُلم والتضييق أثناء مدة الاعتقال، فقد تمسك ياسين بسبيل الإلحاح في الدعوة والنصيحة، فأعاد الكَرَّة في سنة 1976 بكتابة رسالة ثانية (Lettre au Roi) عسى أن تكون لغة موليير، التي يتقنها الملك، جسراً يسعفه في تبليغ كلمة الدعوة الصادقة، لكن مصيرها كان الإهمال والتجاهل.

### من المعتقل إلى دعوة الناس مرة أخرى
خرج ياسين من محنة الاعتقال في ذكرى المولد النبوي 12 ربيع الأول 1398 هجرية الموافق لـ 20 فبراير سنة 1978 ميلادية، فاستأنف جهوده في الجهر بالحق وإسداء النصح، وواصل مسيرة الدعوة قولاً وفعلاً، مجاهداً صابراً ومخططاً لمستقبل العمل الإسلامي، وكانت أولى الخطوات ولوج المسجد بمدينة مراكش لمخاطبة الناس بالكلمة الواعظة المذكرة بالله عز وجل وباليوم الآخر، الداعية إلى وجوب العمل لخدمة رسالة الإسلام، فكان المنع هو موقف السلطة السياسية وأجهزتها الأمنية.

كان المنع والتضييق على دعوة ياسين مجالاً جديداً لاختبار قدرته على الثبات:
| عبد السلام ياسين | كان اتصالنا بالناس عسيراً جداً، فكان الناس يهربون منا، وكنا نتودد إليهم ونتقرب فيزداد هروبهم وخوفهم، أذكر أنه في رمضان الذي تلا خروجي من المعتقل، دخلت المسجد لألقي فيه دروساً، وكان معي سبعة أو ثمانية من الإخوة منهم أحمد الملاخ وإبراهيم مزين وعبد الكريم الهلالي، بعد الجلسة الثالثة استدعاني قائد السلطة المحلية وأبلغني أن عامل الإقليم أمر بالتوقف، فعبرت عن رفضي لقراره الجائر، وفي اليوم التالي أخبرت الناس، وكانوا بدأوا يجتمعون علي، أنني أُمرت بالتوقف وتلوت عليهم قول الله تعالى (ومن أظلم ممن منع مساجد الله أن يذكر فيها اسمه وسعى في خرابها. أولئك ما كان لهم أن يدخلوها إلا خائفين. لهم في الدنيا خزي ولهم في الآخرة عذاب عظيم) فانفعل الناس قليلا لأن صحبتنا لم تتعد يومين كان الوداع في ثالثهما. | عبد السلام ياسين |

التحق بعض الناس بعد ذلك باسين في بيته بحي الداوديات حيث يقدم دروساً تربوية وتوجيهية يحثهم فيها على العناية بالقرآن الكريم وذكر الله تعالى، كما أصبح بيته قبلة للزائرين الذين كانوا من فئات وشرائح اجتماعية متنوعة، ومن مدن أخرى كالدار البيضاء، وكان بعضهم من أبناء الحركة الإسلامية وقيادييها.

### مجلة الجماعة
أمضى ما يقارب السنتين في حركة دعوية نشيطة، كان منها إصدار مجلة الجماعة وبلغت أعداد المجلة ستة عشر، صدر العدد الأول منها سنة 1399 هـجرية الموافق لسنة 1979 ميلادية، في حين كان صدور العدد الأخير سنة 1406 هـجرية الموافق لسنة 1985 بتاريخ النصارى - صدرت المجلة في شهر مارس 1979 لتكون منبراً للدعوة الحاملة لنداء الحق المتفاعلة مع هموم المسلمين المستضعفين حيثما كانوا، قال ياسين:«هذه مجلتكم أيها المؤمنون المقبلون على الله الملتزمون بالإخاء والجهاد، والقضية قضيتكم، غير أننا لا نحب أن ننشر الكلمات الخجولة ولا التي تمت بصلة للذهنية المصطنعة، نحب الفكر الهادف الذي ينم عن إرادة ويخاطب الهمم لارتياد التجديد واقتراح الحل الإسلامي لمشاكل أمتنا الإسلامية الكئيبة بما يفرض عليها من استسلام في وجه الصهيونية وقوى الجاهلية، وانحدار في مهاوي التخلف الاقتصادي والنظام الاجتماعي والإلحاد.»
اعترض مجلة الجماعة منذ عددها الأول كثير من العراقيل وصنوف التضييق، قال ياسين:«صدر العدد الأول من هذه المجلة بعد سنة من المحاولات أعاقتنا فيها عن الظهور عراقيل إدارية مقصودة ثم إعراض المطابع عنا، وصدر العدد الأول وعلى وجهه ندب الأغلاط المطبعية كأنما يصرخ بيتم الكلمة الإسلامية في سوق الكلام وبقلة النصير.» كان صوت الدعوة الجديدة ينفذ من أبواب المجلة وسطورها جمع حولها قلوب وعقول كثير من الناس، منهم المُدرس والطالب، فبدأ بعضهم يتواصل مع مدير المجلة عبر رسائل البريد، وسارع بعضهم إلى زيارته في بيته، بينما تطوع آخرون بتوزيع نسخ من أعدادها في مراكش والمدن الأخرى، واستمراراً في طريق الدعوة إلى الله وحرصاً على دخول مياه جديدة انتقل ياسين من مدينة مراكش إلى مدينة سلا المجاورة للعاصمة الرباط حيث يجتمع المثقفون والسياسيون وتنشط الآلة الإعلامية ويتخذ القرار، بذل جهداً تواصلياً ودعوياً خاصاً وعاماً، كان من جملته المشاركة في الحلقات التي كانت تعقد بدار الدعوة بمدينة الرباط، ومحاضرته الشهيرة حوار مع النخبة المغربة التي ألقاها باللغة الفرنسية بطلب من جمعية شبابية في الرباط كان يرأسها الدكتور زكي مبارك.

## العمل الإسلامي

### محاولة توحيد العمل الإسلامي
كان عبد السلام مقتنعاً بضرورة السعي لتوحيد جهود العاملين للإسلام في المغرب، فكان أن قاد عملية التواصل والحوار مع ثلة من الإسلاميين وفي الشهادة التالية إضاءات لبعض معالم تلك المرحلة:«كنا نتورع من زيادة الشق في الصف الإسلامي، وكان منشقاً بالفعل، فلذلك قررنا أن نزور بعض العاملين في حقل الدعوة ندعوهم إلى توحيد العمل. كانت هذه مثالية دمنا فيها وعشنا فيها سنة ونصفاً، اجتمعنا مع العاملين في الحقل الإسلامي، وكنا نقدم أنفسنا على أننا شيء سائل لا وجود له ولا يحب أن يتجمد في تجمع وفي تنظيم.» ظل ياسين معترفاً بما كان لدى بعض المحاورين من حرص أكيد على توحيد جهود العمل الإسلامي وإمكاناته في بلاد المغرب وهو الاعتراف الذي يكشف جانباً من أخلاقه خلق الاعتراف بفضل الناس.

### بناء جماعة العدل والإحسان

#### المرحلة الأولى: تأسيس أسرة الجماعة
لم تجد مبادرة الحوار والتنسيق والتوحيد التي قادها باسين رفقة عدد من إخوانه، الاستجابة المأمولة فتوجه إلى إعلان تأسيس أسرة الجماعة سنة 1401 هـ / 1981 لتكون جزءاً من دوحة العمل الإسلامي الناهض من جديد، فكان القرار الموفق ببدء مرحلة جديدة قال عنها ياسين:«وقد آن أن ننزل إلى أرض العمل المُنظم بعد أن مارسنا جهاد الكلمة وحدها ما شاء الله.» كانت مجلة الجماعة نواة اجتمع حولها الرجال والنساء، وكانت لساناً ناطقاً ومعبراً عن مواقف الدعوة الناشئة مثلما كانت صحيفتا الصبح والخطاب، وقد لقيت كلها الحظ الوافر من التضييق والمنع والمصادرة.
بذل ياسين جهوداً كثيرة في بناء نواة الجماعة وتربية رجالها ونسائها على خصال الإيمان والعمل والجهاد مع العناية باعتماد إطار قانوني للعمل الإسلامي - في أبريل 1983 قام ياسين بإيداع القانون الأساسي لجمعية الجماعة الخيرية لدى الإدارة المختصة بمدينة الرباط - ورغم تعسف أجهزة السلطة بالتماطل في قبول ملف التأسيس القانوني لجمعية الجماعة الخيرية فقد واصل ياسين بمعية إخوانه مسيرة بناء أسرة الجماعة، بناء متكامل الحلقات والمجالات التربوية والتكوينية والتنظيمية.

##### مجال التربية الإيمانية
تتنزل التربية الإيمانية منزلة مركزية في المنهاج النبوي - وهو ثمرة الاجتهاد الفكري لياسين – إذ كان اهتمامه بها واضحاً في جميع مراحل بناء الجماعة عبر تثبيت الجلسات التربوية الأسبوعية، والرباطات الدورية المخصصة للعبادة والتزود بالعلم (الصلاة والصيام والذكر وتلاوة القرآن الكريم) كما كان ياسين مواكباً للسير التربوي داخل الجماعة، حريصاً على المعالجة الحكيمة للاختلالات التربوية لبعض الأعضاء، سواء أكان ذلك على مستوى التصور أم على مستوى السلوك، وفي هذه المرحلة التأسيسية أقيمت ثلاثة رباطات قُطرية بمنزل الأستاذ محمد العلوي في مدينة مراكش:
- الرباط التربوي الأول: عقد في العطلة الشتوية سنة 1982 مدة ثلاثة أيام، وحظي بزيارة الإمام ومجالسته للمؤمنين المرابطين.
- الرباط التربوي الثاني: عقد في العطلة الربيعية سنة 1983 مدة ثلاثة أيام، وحظي هذا الرباط كذلك بزيارة الإمام وتوجيهه وإرشاده.
- الرباط التربوي الثالث: عقد في العطلة الشتوية سنة 1983 وأثناء انعقاده تم اعتقال الإمام من بيته بمدينة سلا.

وبعد دخول اياسين السجن أصبح أعضاء الجماعة في كل مدينة حريصين على عقد رباطاتهم الخاصة.

##### مجال التحصيل العلمي والتكوين الفكري
بموازاة هذه الرباطات التربوية أكد ياسين على ضرورة العناية بالتحصيل العلمي والتكوين الفكري فعملت مؤسسات الجماعة على تنظيم لقاءات خاصة نذكر منها:
- الرباط التكويني في المنهاج النبوي: أعقب اعتكاف شهر رمضان صيف 1982 بضيعة السيد إبراهيم الشرقاوي بمدينة الصخيرات، مدته ستة أيام لكل فوج من الأفواج الستة.
- الرباط التكويني في المنهاج النبوي لمدة خمسة عشر يوماً صيف سنة 1983 أعد مضامينه التكوينية الأستاذان أحمد الملاخ ومحمد بشيري واستفادت منه مجموعتان.

وحظي الرباطان معا بزيارة ياسين وتأطيره وتوجيهه.

##### مجال التدبير التنظيمي
أمران متلازمان في تربية ياسين لأبناء الجماعة وفي طرق تدبير أمورها وأنشطتها، أولهما تثبيت الأصول التربوية الإيمانية والخط السياسي، وثانيهما تفويض المسؤوليات التنفيذية حرصاً على إعداد القادة وتوسيع التشاور وتقاسم الأعباء التنظيمية والدعوية، وكان ياسين يرفض عضوية من يريد التربية الإيمانية فقط دون المشاركة في العمل الجماعي الجهادي، مثلما كان حريصاً على جميع أبناء الإسلام سائلاً عن أحوال من عرفهم أو زاروه، طالباً ممن يزوره من أبناء الجماعة أن يربطوا الصلة بهم.

##### إشراف ياسين على مجالس إيمانية تأسيسية
تابع ياسين المُرشد مهمته الدعوية بغرس المعاني الإحسانية في القلوب والحكمة الجهادية في العقول وإرادة الاقتحام في النفوس، فاتخذ خطوات بعقد مجالس منتظمة في بيته الذي لم يكن يخلو يوماً من زيارات فردية وجماعية، ليلاً ونهاراً، صيفاً وشتاء.
مجالس الثلاثاء
بدأت مجالس الثلاثاء سنة 1981 وتوقفت في 1983 وبعد أن دخل ياسين السجن قال للإخوة:«يمكنكم الاستمرار في عقد المجلس، لكنه عقد مرة واحدة فقط. كانت المجالس في البداية مفتوحة لأعضاء الجماعة ولأبناء الحركة الإسلامية الذين كان يخاطبهم بقوله: لا أريد أن تكونوا معي في الجماعة، ليس هذا هو القصد، ولكن أريد أن تنقلوا إلى إخوانكم هذا الخير، لقاء الله ومعرفة الله.» كانت مجالس الثلاثاء مفتوحة بين العشاءين لجميع الزوار من أعضاء أسرة الجماعة وغيرهم، ثم بدأت تحدد معايير حضورها شيئاً فشيئاً، ولم تكن تتوقف إلا مع بداية العطلة الصيفية. وكان المرشد يقرأ مختارات من بعض الكتب في مواضيع ذكر الله والموت والدار الآخرة، وبعد ختم المجلس ينصرف الإخوة إلى بيت أحدهم حيث يتذاكرون في توجيهات الإمام ويقومون الليل ويذكرون الله ليتفرقوا بعيد شروق الشمس.
اللقاء الشهري
بدأ عقد هذا المجلس قبل دخول الإمام المرشد ياسين سجن لعلو في مدينة الرباط، واستمر بقوة وتنظيم أكبر بعد ذلك إلى مرحلة ما قبل فرض الإقامة الإجبارية، كان يحضره حوالي سبعين شخصاً من نقباء الشعب - نقيب الشعبة رتبة تنظيمية ومسئولية تربوية في تنظيم الجماعة - في أسرة الجماعة ومن علاهم في المسئولية التنظيمية ابتداء من صلاة مغرب يوم السبت إلى صباح يوم الأحد، كما كان المرشد يعقد لقاء مع أعضاء الجماعة في كل مدينة صباح الأحد، ويتابع سيرهم التربوي والدعوي ويناقشهم في كيفية علاج مشاكلهم وعوائقهم.
دروس المنهاج

هي أربعون محاضرة ثلاث منها قدمها ياسين في دار الدعوة بمدينة الرباط، ثم جاء قرار المنع والتوقيف فانتقل ياسين إلى بيته بمدينة سلا حيث حضر بعض الناس الذين تعلقوا بها، وقدم الدروس المتبقية باستثناء الدرس الأربعين الذي ألقي في رباط (مجلس إيماني علمي) بمراكش، قدم ياسين لهذه السلسلة بقوله:
| عبد السلام ياسين | إخوتي الأحبة، في مطلع هذه السنة الهجرية المباركة، في مطلع القرن الخامس عشر، في أول جمعة من هذا القرن، في اليوم السابع من شهر محرم الحرام سنة ألف وأربع مائة وواحد، نبدأ بحول الله معتمدين على عونه موافقين لتأييده ونصره، سلسلة من الدروس نتحدث فيها عن واقع المسلمين في الحاضر، ننظر فيها إلى ماضي الإسلام المجيد لكي نستشعر من هذا الماضي معاني الإيمان التي فقدناها، معاني الرجولة التي انجرفنا عنها، معاني الجهاد في سبيل الله الذي نكصنا عنه، معاني الإقبال على الله عز وجل وقد أعرضنا عنه. ننظر إلى المستقبل بعين الذين ينتظرون أن يتحقق موعود الله، موعود الله لهذه الأمة أن يمكن لها الله في الأرض، وموعود الله للذين آمنوا أن يرضى عنهم ويدخلهم جناته في الآخرة بعد الموت. قال الله عز وجل: ﴿إِنَّ الَّذِينَ آمَنُوا وَعَمِلُوا الصَّالِحَاتِ كَانَتْ لَهُمْ جَنَّاتُ الْفِرْدَوْسِ نُزُلاً خَالِدِينَ فِيهَا لَا يَبْغُونَ عَنْهَا حِوَلاً﴾ هذا وعد الله في الآخرة للذين آمنوا وعملوا الصالحات ويقول الله عز وجل: ﴿وَعَدَ اللَّهُ الَّذِينَ آمَنُوا مِنكُمْ وَعَمِلُوا الصَّالِحَاتِ لَيَسْتَخْلِفَنَّهُم فِي الْأَرْضِ كَمَا اسْتَخْلَفَ الَّذِينَ مِن قَبْلِهِمْ وَلَيُمَكِّنَنَّ لَهُمْ دِينَهُمُ الَّذِي ارْتَضَى لَهُمْ وَلَيُبَدِّلَنَّهُم مِّن بَعْدِ خَوْفِهِمْ أَمْناً يَعْبُدُونَنِي لَا يُشْرِكُونَ بِي شَيْئاً﴾ هذا موعود الله للذين آمنوا وعملوا الصالحات في الآخرة، هو جنات الفردوس خالدين فيها لا يبغون عنها حولا، وهذا وعد الله للذين آمنوا وعملوا الصالحات في الأرض، أن يمكن لهم ويستخلفهم في الأرض ويبدلهم من بعد خوفهم أمنا. | عبد السلام ياسين |

##### الإمام في السجن للمرة الثانية
لم تخل مسيرة أسرة الجماعة من هزات ومحن كان من أبرزها اعتقال ياسين يوم 27 دجنبر 1983 بتهم واهية عقب صدور العدد الأول والأخير من صحيفة الصبح، لكن سبب الاعتقال لم يكن سوى مقال قول وفعل الذي جاء افتتاحيةً للعدد 10 من مجلة الجماعة بتاريخ فاتح رمضان 1402 / يوليوز 1982 والذي انتقد فيه رسالة ملك المغرب التي تحدث فيها عن الإسلام ومستقبله بمناسبة القرن الخامس عشر الهجري وحث رؤساء الدول العربية وزعماءها على فسح المجال لرجال الدعوة الإسلامية حيث كُتب:«من واجب القادة والزعماء أن يفتحوا الطريق أمام رجال الدعوة. هذا ما تقوله وثيقة القرن. وهنا نذكر بكلمة عربية: ألا وإن كذبة المنبر بلقاء! قالها الحجاج عند توليه العراق يهدد بتنفيذ وعيده، وكذلك فعل وزيادة. فكان الوضوح، قالها خبيث الأمة … وكان واضحا على خبثه. أما رسالة القرن فهي طافحة بالوعود المعسولة للإسلام والمسلمين، فما وراء السطور؟ نريد الوضوح! أين الفعل من القول؟.»
قال ياسين مؤكداً سبب اعتقاله وإيداعه السجن:«أخبرت فيما بعد، من مصادر مطلعة عما يجري وراء الستائر، أن السبب الحقيقي لاعتقالي يومئذ هو ما كنت كتبته في مجلة الجماعة بعنوان قول وفعل وتعرضت في هذه المقالة لنقد شامل كامل للإسلام الرسمي. كانت صدرت في ذلك العهد بمناسبة بزوغ القرن الخامس عشر الهجري، فيكون هذا في سنة 1981 من تاريخ النصارى [1401هـ]، كنت كتبت هذه المقالة أتعرض فيها للرسالة الملكية، رسالة القرن كما سميت، والتي يقال فيها، ويعلن فيها نية الحكم لتجديد الإسلام وإفساح المجال للدعاة إلى آخر ما في قاموس الإسلام الرسمي. صدرت مقالتي هذه في مجلة الجماعة مواكبة للجوقة الرسمية التي كانت تبشر بالعهد الجديد، بعهد التجديد الإسلامي على يد النظام إلى آخر ما في ذلكم.
فاعتقالي لم يكن بأي حال سببه ظهور جريدة الصبح، وإنما كان مسح هذه الاعتقالات في جريدة الصبح وفي أنها تسب وزير الصحة تغطية للسبب الحقيقي وهو هذا المقال الذي انتقد رسالة القرن، والدليل على ذلك أنه في الاستنطاقات البوليسية والمحاكمة، كان السؤال يوجه إلي عن سبب ذكري لكلمة الجهاد وماذا أقصد بالجهاد، ولماذا نشرت في الصبح صورة مجاهد أفغاني مسلم، وتقصدون بالجهاد كذا أو كذا، وهل تريدون انقلابا، هل تريدون عنفا … فالحقيقة التي كانوا لا يستطيعون أن يجهروا بها هو أنهم يومئذ لم يكونوا على استعداد ليسمعوا نأمة في المغرب باسم إسلام حر لا يخضع للنظام ولا يسير في ركاب الإسلام الرسمي.»
والأكيد أن سجن ياسين للمرة الثانية كان منعطفاً جديداً في مسيرة أسرة الجماعة إذ لم يكن معتاداً ولا مقبولاً لدى من صحبوه أن يجدوا أنفسهم فجأة في مواجهة مسؤولية ثقيلة، هي تحمل أعباء تربية المؤمنين والمؤمنات وتنظيم الجهود والطاقات والتحفيز على مهمات الجهاد واقتحام العقبات، ففي الأيام الأربعة الأولى لم يكن مكان اعتقال ياسين معروفاً ولما حُدد موعد محاكمته، وكان بعد خطاب شهير للحسن الثاني سنة 1984 حضر أعضاء الجماعة فتم اعتقال اثنين وسبعين عضواً منهم أعضاء عائلة الإمام (ابنه المهندس كامل ياسين – كان دون العشرين يومها – وصهره الأستاذ عبد الله الشيباني) وفي المحاكمة الموالية بعد أسبوع تم اعتقال أكثر من سبعين عضواً، كان سجن ياسين سبباً مباشراً لدعم حضور الدعوة الجديدة التي بدأت تحظى باهتمام بعض وسائل الإعلام منها إذاعة لندن ومجلة المجتمع الكويتية وجرائد أخرى محلية كما زاد انتشار الجماعة في مدن كثيرة ومناطق نائية.
أما زيارة ياسين في سجن لعلو بمدينة الرباط فكانت في البداية ممنوعة ثم أبيحت – من وراء القضبان - ثلاث مرات في الأسبوع: يوم الخميس صباحاً ومساء، ويوم السبت صباحاً وكانت متاحة لأعضاء الجماعة ذكوراً وإناثاً، وفي بعض الأحيان كان يفرد المؤمنات بزيارة خاصة، وأما أحاديثه للزائرين والزائرات فكانت تنضح بمعاني الحيوية والنورانية واليقين إذ ظلت تمتح من معين تدبر آيات القرآن الكريم وشرح معاني الأحاديث النبوية ومما أُثر عنه قوله:«إذا رأيتم مسؤولي الدولة يفرشون لكم الزهور، فعليكم أن تتركوا هذه الطريق، فهي ليست طريق السنة النبوية.»
وظل ياسين داخل السجن وفياً للقرآن إذ كان يختمه يومياً في جلسة واحدة طوال الأشهر الستة الأولى، وكان منصرفاً إلى الذكر والقيام والصيام ومطالعة الكتب والتأليف؛ فقد ألف في هذه المرحلة ثلاث كتب هي : مقدمات في المنهاج وكتاب الإسلام والقومية العلمانية وكتاب الإسلام وتحدي الماركسية اللينينية وحينما خرج من سجن لعلو يوم 31 دجنبر من سنة 1985 قال:«الآن ستدخل الجماعة في مياه جديدة.» ولشدة اهتمامه بأمر الدعوة واشتياقه إلى مجالسة إخوانه عامة وأعضاء مجلس الإرشاد خاصة أمضى بصحبتهم الليل كله مدارسة وتناصحاً، وبعد مضي شهر وعشرين يوماً استكمل ياسين بمعية إخوانه بناء المؤسسات التنظيمية للجماعة المنصوص عليها في كتابه المنهاج النبوي: تربية وتنظيماً وزحفاً وعلى رأسها تأسيس مجلس التنفيذ القطري الذي ضم خمس لجان هي لجنة الطلبة ولجنة الترشيد ولجنة الإعلام واللجنة الاجتماعية ولجنة تنظيم اللقاءات وظل الأستاذ المُرشد حاضراً ومواكباً لعمل المجلس في دوراته الأربع من 1986 إلى 1989 والذي استمر عمله حتى في مرحلة الإقامة الإجبارية.

#### المرحلة الثانية: جماعة العدل والإحسان
بعد تشاور واسع وتداول بين مسؤولي الجماعة بشأن تغيير الاسم والشعار كتب ياسين رسالته لأعضاء الجماعة ولعامة المؤمنين والمؤمنات في ذي الحجة عام 1407هـ الموافق يوليوز 1987 ذكر فيها بمبادرة الحوار والتنسيق بين العاملين للإسلام وبأسباب إطلاق اسم أسرة الجماعة وبموقع الجماعة من الدعوة، وبأن همها هو تبني أم القضايا وأبيها في الدين والدنيا في الدعوة والدولة في المصير السياسي والمصير الأخروي ألا وهما قضيتا العدل والإحسان]]، قال ياسين:«إننا نستخير إلى الله العلي القدير، إخوتي وأخواتي، أن نتخذ لأنفسنا قضيتي العدل والإحسان اسماً وشعاراً يلخص برنامجنا بعدما بسط المنهاج مبادئ الإسلام ومقتضيات الإيمان والإحسان.»
المتأمل لمسيرة بناء جماعة العدل والإحسان يلاحظ أبرز الأسس التي أولاها الإمام عبد السلام ياسين عنايته الكريمة، وجعلها موضع جهاده واجتهاده:
- ترسيخ معاني السلوك والترقي في مدارج الإسلام والإيمان والإحسان، تقرباً دائماً إلى الله بجميع الأقوال والأعمال.
- توجيه أبناء الجماعة إلى الجمع بين طلب وجه الله والاستعداد للدار الآخرة، وبين العمل لعزة الأمة بإخراجها من مراحل الملك العاض والجبري إلى مرحلة الخلافة على منهاج النبوة.
- العناية بتربية المؤمنات على معاني طلب الكمال الإيماني والعلمي والخلقي، وعلى تعزيز صف الدعوة المجاهدة بتحصين الفطرة ورعاية الأسرة وتقاسم أعباء الجهاد الشامل مع المؤمنين.

استمرت جهود ياسين في هذه المرحلة على واجهات متعددة تربوية وتنظيمية وإعلامية وسياسية مما دفع أصحاب القرار السياسي بالمغرب إلى تطوير أساليب الحصار، فتم تشديد مراقبة أجهزة الأمن لحركة ياسين ونشاطه، بل فرض الإقامة الإجبارية يوم 30 دجنبر 1989 بمحاصرة بيته في مدينة سلا ومنعه من مغادرته واستقبال أقاربه وضيوفه وزواره ومحبيه.

## الإقامة الإجبارية
ضاق الحاكمون بدعوة العدل والإحسان التي ازداد توسعها وانتشارها في ربوع البلاد، فقرروا تضييق الخناق على حركة ياسين ونشاطه الدعوي والعلمي والسياسي، من خلال نشر قوات أمنية علنية وسرية في جنبات بيته ليلاً ونهاراً ظلت تمنع يومياً عشرات الزائرين من مختلف مدن المغرب وقراه، بل من خارج المغرب أيضاً، استمرت مدة الإقامة الإجبارية أزيد من عشر سنوات صام ياسين نهارها وقام ليلها وعَمر أيامها بالذكر والدعاء والتأليف، فكان من ثمار هذه المرحلة كتاب العدل، الإسلاميون والحكم وكتاب تنوير المؤمنات والكتب الحوارية (حوار مع الفضلاء الديمقراطيين - الشورى والديمقراطية - حوار الماضي والمستقبل - حوار مع صديق أمازيغي) ورسائل منها الرسالة العلمية كما حرص عبد السلام ياسين على إبطال الهدف المقصود من الحِصار الدائم، وتوثيق الصلة مع قيادة جماعة العدل والإحسان وأعضائها عبر ثلاث قنوات:
- أولاها؛الدعاء بظهر الغيب، فهو الحبل الممدود بين العباد وربهم.
- ثانيتها جهود أسرة ياسين وأصهاره الذين تجشموا العقبات لضمان التواصل المستمر بين ياسين ومسئولي الجماعة وأعضائها، وتيسير سبل دخول بعضهم خلسة لزيارته.
- ثالثتها الرسائل التي كان يتلقاها ياسين من مسئولي الجماعة وبعض أعضائها، ومن الشخصيات العلمية والدعوية والسياسية من المغرب وخارجه.

في مرحلة الإقامة الإجبارية إزداد إقبال آلاف من المغاربة وخاصة الشباب على دعوة العدل والإحسان، لما تميزت به من وضوح هدف، فتفاقم قمع السلطة السياسية للجماعة بعدة طُرق منها:
اعتقال ومحاكمة أعضاء مجلس الإرشاد (1990-1992)
لم تكتف السلطة الحاكمة بفرض الحصار على عبد السلام ياسين بل بادرت إلى اعتقال أعضاء مجلس الإرشاد وصهر ياسين عبد الله الشيباني وتقديمهم للمحاكمة. وهي الخطوة التي عدها ياسين محاولة لفصل الرأس عن الجسد وتشتيت صفوف الدعوة.
وفي 8 مايو 1990 حج الآلاف من أعضاء جماعة العدل والإحسان من مدن شتى إلى مدينة الرباط لمتابعة أطوار المحاكمة الاستئنافية التي أثبتت الحكم الابتدائي بسنتين سجناً نافذاً، ولا يخفى ما ميز مرحلة السجن من معاناة خفف من وطأتها قوة الاندماج العاطفي والإيماني بين ياسين وأعضاء مجلس الإرشاد وبين عامة مسؤولي الجماعة وأعضائها، على أساس راسخ لمعاني الولاية الإيمانية الجامعة للقلوب والأرواح المتحابة المتآلفة، ومع ازدياد قوة القمع السياسي على الجماعة وحقها في الوجود القانوني والمشاركة في الشأن العام، تجلت أنوار الرفق والتؤدة والصبر ومعاني القوة والعزة في توجيهات ياسين لعموم أبناء الجماعة لتجاوز المحن والابتلاءات المتتالية، وكان موقف 3غشت 1990 شاهداً على التمسك الصارم بتلك المعاني المستمدة من المنهاج النبوي إذ أعلن الإمام بـ مسجد بنسعيد بسلا بعد صلاة الجمعة عن فتح واجهة جديدة في مواجهة ظُلم الحاكمين، واجهة اللجوء إلى الله بالدعاء والقنوت على الظالمين في شهر صفر 1411 وقد استمر اعتصام آلاف من المؤمنين بالمسجد إلى ما بعد صلاة العصر من ذلك اليوم، ولما وعيت السلطات الحاكمة الحيلة دعت قيادة الجماعة إلى تفاوض غير معلن في شهر يوليوز 1991 سعياً إلى تغيير مواقفها القوية المتمسكة بحقها في الوجود القانوني والواقعي وحقها في التعبير عن الاختيارات الفكرية والسياسية المناسبة لمصالح المغاربة العاجلة والآجلة، ولهذا نُقل عبد السلام ياسين إلى المركب السجني بسلا للتشاور مع أعضاء مجلس الإرشاد المعتقلين بشأن مقترحات السلطة لكن نتيجة التشاور كانت مخيبة لآمالها ومطامعها.
المعتقلون الاثنا عشر في كنف رعاية الإمام المرشد والجماعة
نهاية عقد الثمانينيات من القرن الماضي، انتشرت دعوة ياسين في أوساط الشباب المغربي وخاصة طلبة الجامعات، فكان أن تألف مكون طلابي نشيط وفاعل من أبناء العدل والإحسان ظل يدافع عن حقوق الطُلاب ومكانة الجامعة، وهو ما أثار سخط السلطة الحاكمة ليزداد توجسها من فاعلية غير معهودة، ويزداد إصرارها على القمع، هكذا اعتقلت الأجهزة الأمنية مساء يوم الجمعة 1 نونبر 1991 بمدينة وجدة ستة وسبعين عضواً من أبناء الجماعة من المسؤولين التنظيميين والطلبة صدرت في حقهم أحكام متفاوتة، وحوكم اثنا عشر من الطلبة بتهمة مزورة هي قتل طالب يساري وكان الحُكم هو عشرون سنة نافذة، وتم الإفراج عنهم يوم الأحد 1 نوفمبر 2009. وطيلة مرحلة السجن، تجلت عناية ياسين بالمُعتقلين وأسرهم تفقداً ومراسلة وتوجيهاً ودعاء، من أمثلة ذلك:
- القرآن: لم يقتصر ياسين على توصيتهم بالصبر وإنما رفع همتهم للفهم عن الله تعالى واعتبار مدة الاعتقال منحة ربانية وجب استغلالها في طاعة الله خاصة الاهتمام بكتاب الله، حيث في إحدى رسائله إليهم بعد كلام:«عليكم أحبتي بكتاب الله تعالى حفظاً وفهماً وعملاً.»
- المراسلات بين ياسين والمعتقلين: كان ياسين يسارع إلى الإجابة عن رسائلهم بعناية واهتمام كبيرين ويسأل عن توصلهم بها ويُضمن رسائله توجيهات تربوية وعلمية دقيقة، كما حرص على تمتين المحبة بين المعتقلين إذ قال في إحدى رسائله:«لا يحسبن أحدكم أن يرضي ربه دون أن يشرح صدره بالمحبة الصادقة لإخوانه.»
- الإكرام: حيث كان ياسين يهديهم نسخاً من مؤلفاته مباشرة بعد إصدارها.

ولما رفعت الإقامة الإجبارية عن عبد السلام ياسين سارع إلى زيارتهم بالسجن المركزي بمدينة القنيطرة، وبعد خروجهم من السجن سنة 2009 طلب منهم أن يعفوا عمن ظلمهم واعتقلهم وأهداهم أثناء استقبالهم ببيته بالرباط نسخاً من المصحف المُفهرس تأكيداً على ضرورة الاستمرار في الاهتمام بكتاب الله.
استثناء المعتقلين الإسلاميين من العفو الملكي (1994)
أعلن الملك الحسن الثاني في خطابه يوم 9 يوليوز 1994 عزمه إغلاق ملف المعتقلين السياسيين بالمغرب، وفوض للمجلس الاستشاري لحقوق الإنسان اقتراح الأسماء المرشحة للاستفادة من عفو ملكي شامل، غير أن هذا العفو استثنى معتقلي جماعة العدل والإحسان وبعض الإسلاميين، فبعث عبد السلام ياسين إليهم رسالة مواساة ونصح وتوجيه، كما أرسل برقية استفسار إلى رئيس المجلس الاستشاري، وبالموازاة مع هذا، نظمت الجماعة أيام 21 و22 و23 يوليوز 1994 اعتصامات رمزية بباب بيت ياسين تنديداً بالحصار والعفو الشامل.

كتب عبد السلام ياسين في رسالة مواساة لمعتقلي العدل والإحسان والمعتقلين الإسلاميين الآخرين قائلاً:
| عبد السلام ياسين | بسم الله الرحمن الرحيم وصلى الله وبارك على سيدنا محمد وآله وصحبه وإخوانه وحزبه إلى الأعزة المثبتين في سجن القنيطرة وسجن وجدة، سرح المعتقلون السياسيون ومعتقلو الأحداث المؤلمة كما عبر الناطق الرسمي وخلفوا هم، وتركوا هم. أخص بالسلام أعضاء جماعة العدل والإحسان، وأعم كل مؤمن أبي أنتزعت منه حريته صولة وبطشاً بغير حق. أخص الأحبة: محمد بهادي، محمد الزاوي، محمد الغزالي، علي الحيداوي، المتوكل بلخضير، يحيى العبدلاوي، محمد اللياوي، أحمد التاج، بلقاسم الزقاقي، مصطفى حسيني، نور الدين التاج، بلقاسم التنوري، ثم الأحبة موسى خليلي، عبد الحفيظ حاجي، الكبير الكبيري، ومصطفى مختاري. السلام عليكم ورحمة الله تعالى وبركاته أيها الأعزة: تبودلت بين السلطة الحاكمة والهيآت المستفيدة من العفو الشامل في زعمه الهامل المائل في فعله، منح وهدايا على شكل وعود بحكومة ائتلاف ينعم فيه الجميع بالراحة والنيل، وعلى شكل عطايا سخية لصحافة تزغرد صفحاتها ابتهاجاً بالحدث الفخم الضخم. نرتاح وإياكم أيها الأعزاء أن استعاد حريته معتقلون عانوا ما بلوتموه من عناء السجون المغربية الكئيبة ونترك للهيآت المتناغمة مع السلطة أحلامها، معرضين – ونحن يمضنا الحيف - عما بين الفريقين من تجارة بضاعتها الزيف. وما للهيآت المستفيدة لا تبتهج ولا تزغرد ما دام ضحايا الحوادث المؤلمة يسبقهم إلى نور الحرية آخر ماركسي يحمل براءة من الإسلام! تمتع الماركسي البريء من تهمة التدين بنعمة العفو الشامل الهامل، ذلك الذي عاركتموه في ساحة الجامعة غيرة على دينكم، دنسوا مصحفاً أنتم تقدسونه، ولوثوا مسجداً أنتم تسجدون لله فيه، وسبوا الله ورسوله وأنتم بالله ورسوله مؤمنون. فلفقت لكم التُهم، وصُنعت لكم الأحكام، وكيف عليكم القانون المقبور – زعموا - قانون كل ما من شأنه. ذلك القانون الذي أغدق عليكم – على اثني عشر منكم - عشرين سنة، وعلى الأربعة الباقين ثلاث سنوات. لما لم يكن مع العدل والاحسان عوض سياسي عن المنح العفوية الشاملة الهاملة، سرحوا ستة عشر من معتقلينا كانت حصة أكثرهم من بركات ما من شأنه ستنتهي بعد ثلاثة أشهر على كل حال. ذلك ليتأتى للناطق الرسمي في ندوته الصحفية أن يصرح أن ملف العدل والإحسان لم يعد شائكاً على حد تعبيره، بعد أن أطلق سراح أعضائه. أشواك يا من يموهون ويزورون! ملف واحد هو ملف وجدة، زورت فيه محاضر ضد طلبة وجدة لتكون ورقة ضغط أثناء المساومات التي تعرضنا لترهيبها وترغيبها منذ ثلاث سنوات. فلما يئس اليائسون أن يركع العدل والإحسان لغير الله سقط الحكم المصنوع عليكم معشر الإخوة الأعزة كما يسقط سيف الظلمة الغشمة على رقاب الأبرياء. فهنيئاً لكم بالاستثناء من عطايا الانفراج وهداياه. هنيئاً لكم أن كنتم الحجة والدليل على أن الهرج والتهويل وزغردات المدللين ما هي إلا مسرحية وسينما. ﴿والله غالب على أمره ولكن أكثر الناس لا يعلمون﴾ لا تنسوا أحبتي، أن موكبكم واحد مع شهداء فلسطين وأبطال البوسنة والهرسك، والمجاهدين من المؤمنين والمؤمنات في أطراف دار الإسلام. اعكفوا أحبتي على كتاب الله وسنة رسوله صلى الله عليه وسلم، حفظاً وفهماً وعملاً. اعمروا أوقاتكم بذكر الله وتحصيل العلم النافع استعداداً لصبح الإسلام القريب بحول الله، تعرضاً لما وعد الله ورسوله الصابرين الصادقين ببشرى الحياة الدنيا والآخرة. ﴿واستعينوا بالصبر والصلاة﴾ والسلام عليكم ورحمة الله تعالى وبركاته. سلا، فجر السبت 13 صفر 1415. ولا تنسوا من دعائكم أخاكم: عبد السلام ياسين. | عبد السلام ياسين |

رفع الحصار .. لم يرفع الحصار

وفي منتصف مرحلة الإقامة الإجبارية كانت مسألة رفع الحصار عن ياسين حدثاً سياسياً وإعلامياً بارزاً ذلك أنه خرج يوم 22 رجب 1416 الموافق لـ 15 دجنبر 1995 بعد أن أخبر رسمياً أن الحصار قد رفع - لحضور صلاة الجمعة في مسجد ابن سعيد بسلا، لكن وقبل الصلاة أخبره أحد مسؤولي الأمن بأنه ممنوع من الخروج وعليه العودة إلى بيته. وبعد انتهاء صلاة الجمعة، ألقى ياسين في جموع المصلين الكلمة التالية:
إخواني الكرام، هذه الكلمة سأبدأها باعتذار لرواد هذا المسجد الذين اعتادوا الصلاة فيه، الفريضة وصلاة الجمعة. في هذا اليوم الماطر احتللنا المسجد وقدم الناس من آفاق متعددة، نعتذر إليهم كذلك، ونطلب المولى الكريم أن يتقبل منهم مشقة السفر. كما نعتذر للإمام خطيب الجمعة، منعناهم أن يصلوا الجمعة كما اعتادوا أن يصلوها. السبب هو أن الناس عندما يكونون في ضيق والعدو يحاصرهم لابد لهم من ملجأ. ونحن لجأنا إلى بيت الله وحللنا ضيوفاً على عمار بيت الله.
إخوتي الكرام، جاء الناس من آفاق متعددة، منهم إخوتنا من العدل والإحسان ومنهم إخواننا في الدين من صحافيين وغيرهم جاءوا ليسمعوا أول كلمة سنقولها.
سنتذكر إن شاء الله وستنفع الذكرى أننا اعتصمنا في هذا المسجد منذ نيف وأربع سنوات. رحم الله من بناه وتطوع لبنائه وهيأ للمسلمين مكاناً للاجتماع ولسماع كلمة الله، كما سمعنا في هذه الخطبة المباركة منذ حين. منذ نيف وأربع سنوات اجتمعنا في هذا المسجد وكنا يومئذ مُضيقاً علينا، محاطاً بنا ومهددين، وزُج ببعضنا في السجون ولا يزال جماعة من إخوانكم مسجونين ولا نلجأ إلى أحد إلا الله.
أيها الإخوان، كلمتنا إن كنا حقيقة مؤمنين أوحي إلينا بها – لا أقصد الوحي كما يوحى للأنبياء - ولكن لُقّـِنَّاها، لو كنا نسمع ونتدبر كلام الله فيما سمعنا وقرأنا من آيات بينات قبل الصلاة. قرأنا أول ما قرأنا سورة النجم. يقول الله عز وجل فيها مُقسِماً: والنجم إذا هوى ما ضل صاحبكم وما غوى صاحبنا هو رسول الله ﷺ الذي توشك ذكرى معراجه عليه السلام أن تحل بنا. نسأل الله عز وجل أن يجعلها مناسبة لمغفرة ذنوبنا ورفع درجاتنا والعفو عن هذه الأمة مما تتخبط فيه وتعانيه من بلاء. ما ضل صاحبكم وما غوى وما ينطق عن الهوى إن هو إلا وحي يوحى ما ضل والله بل اهتدى، ما خسر والله، بل أفلح من تمسك بأذيال سنة رسول الله صلى الله عليه وسلم الذي لا ينطق عن الهوى إن هو إلا وحي يوحى.
وقد شفى غلتنا خطيب الجمعة جزاه الله عنا خيراً عندما ذكرنا بمسرى رسول الله صلى الله عليه وسلم ومعراجه وما رأى من بينات وما أوحي إليه من هدى، ثم قرأنا بعد هذه البشارة العظمى، بشارة الهداية بخاتم النبوة صلى الله عليه وسلم. قرأنا سورة القمر التي كلها تذكرة وتبصرة لمن خاف مقام الله، وكلها وعيد لمن لم يخف عقاب الله.
إخوتي، لا نريد أن نُدل على الله ولكن نشكره ونحمده. فعندما اجتمعنا منذ نيف وأربع سنوات في هذا المسجد وكنا مضطهدين، فتحنا واجهة الدعاء على من ظلمنا، هذه سُنَّة. فلبثنا أربع سنوات ونيف، يُستجاب لنا عندما يريد الله عز وجل. وها هي الأزمة تخنق الأمة وتخنق الحكام والمحكومين في هذا البلد وفي كل البلاد، لا نريد أن نتشفى ونقول استجيب لنا فيمن ظلمنا، لكن نحمد الله عز وجل على أن كشف عنا الغمة. 
لم يرفع الحصار إذاً، واستمر فرض الإقامة الإجبارية بقيودها الأمنية والاستخبارية، ثم كان أبرز حدث في نهاية هذه المرحلة الإعلان عن مذكرة إلى من يهمه الأمر الرسالة المفتوحة التي كتبها عبد السلام ياسين باللغة الفرنسية، ناصحاً الملك محمد السادس – وهو حديث عهد بالسلطة – داعياً إياه إلى تقوى الله عز وجل، وإلى رد المظالم والحقوق التي انتهكت طوال حكم والده، وإعادة مال الأمة للأمة، والخروج من بيعة الإكراه إلى تعاقد بين الحاكم والمحكوم، ومباشرة تطهير أجهزة الإدارة من براثن الفساد لإعادة الثقة إلى الشعب. كما جدد له نصيحة الإسلام أو الطوفان نصيحة الاقتداء بالنموذج العادل الخالد عمر بن عبد العزيز.
كتب الإمام ياسين قائلاً:«خلف الملك الراحل، عفا الله عنه، ثروة خيالية، ترِكة مسمومة لمحمد السادس وإخوته. فهل يستجيب الورثة المسلمون، حفدة النبي صلى الله عليه وسلم لداعي الحرص فيتمسك كل واحد منهم بحصته من الغنيمة التي نعرف كيف تم تجميعها؟
هل سيسائل الملك الشاب والأمراء والأميرات، هل يستطيعون مساءلة ضميرهم عن الهوة الهائلة القائمة بين شعب غارق في أوحال البؤس الأسود وبين ورثةٍ تهاطلت عليهم فجأة سيول من ذهب وفضة.»

### بعد الإقامة الإجبارية
أواسط شهر مايو من سنة 2000 أنهت السلطة السياسية بالمغرب الإقامة الإجبارية المفروضة على الإمام ياسين بعد تصريح لوزير الداخلية أمام أعضاء مجلس النواب يوم الأربعاء 6 صفر 1421 الموافق لـ 10 مايو 2000 ورد فيه أن «المعني بالأمر حر يذهب حيث شاء ويستقبل في بيته من شاء.» ثم أعلن ياسين يوم الاثنين 11 صفر 1421 الموافق لـ 15 ماي 2000 في بلاغ موجه لوسائل الإعلام أنه قرر كسر الحصار الظالم بالخروج لأداء صلاة الجمعة بمسجد الحي. ويوم الثلاثاء 12 صفر 1421 الموافق 16 ماي 2000 غادر عناصر الشرطة مواقع حراستهم بباب إقامته.
خرج ياسين من بيته يوم 14 صفر 1421 الموافق 19 ماي 2000 لأداء صلاة الجمعة بمسجد بنسعيد في حي السلام بمدينة سلا. وبعدها توجه رفقة أعضاء مجلس إرشاد الجماعة إلى السجن المركزي بمدينة القنيطرة لزيارة الطلبة المعتقلين الإثني عشر المحكوم عليهم بعشرين سنة نافذة، تعبيراً عن الوفاء والمحبة والمواساة. لكن إدارة السجن منعته من الدخول والالتقاء بإخوانه المعتقلين، امتثالاً لتعليمات وأوامر صادرة من جهات عليا.
وفي اليوم الموالي السبت 15 صفر 1421 عقد عبد السلام ياسين بمقر الجماعة بمدينة سلا ندوة صحافية تميزت بحضور متنوع لوسائل الإعلام الوطنية والدولية، وتواصل خلالها مع الصحافيين باللغتين العربية والفرنسية، وقد استهل تواصله مع الحاضرين بحمد الله والثناء عليه، وشكر المنظمات الحقوقية التي ساندت دعوة العدل والإحسان المحاصرة. وأوضح أن مسلسل الحصار لم يتوقف بخروجه من الإقامة الإجبارية التي دامت عشر سنوات، وأعاد التذكير بالموقف الثابت المتمثل في نبذ العنف بكافة صيغه وأشكاله، كما أكد على إيمانه بالتعددية ورفضه للإقصاء، وأكد أيضاً على أن الجماعة صاحبة مشروع مجتمعي قوامه تربية الإنسان والسمو بروحانيته، وسبيله الحوار المفضي إلى ميثاق إسلامي يتم التعاقد عليه على مرأى ومسمع من الشعب.
وخلال الأسابيع الموالية تلقى الإمام عبد السلام ياسين زيارات ورسائل من قبل شخصيات بارزة من رجال الفكر والعلم والسياسة وقياديي الحركات الإسلامية، من داخل المغرب وخارجه. كما جاءت من مختلف مدن المغرب، وعلى مر أيام متتاليات، وفود تعد بالآلاف من شباب جماعة العدل والإحسان وشوابها ورجالها ونسائها ومن عموم الشعب المغربي، ثم قام بزيارات شملت مختلف مدن المغرب شمالاً وجنوباً شرقاً وغرباً استمرت أسابيع استطاع أثناءها أن يلتقي بأعضاء جماعة العدل والإحسان في جهاتهم وأقاليمهم، وأن يتواصل بشكل مفتوح مع شرائح مختلفة من الشعب المغربي وهي نفس الرحلة التي أعيدت بعد أقل من سنة من تاريخ رفع الإقامة الإجبارية.
وبقي حضور ياسين قوياً ومؤثراً من خلال المجالس التي كانت تعقد كل يوم أحد وتبث مباشرة على شبكة الأنترنت، وعبر المتابعة والمصاحبة لجهود المؤمنين والمؤمنات في سائر المجالات التربوية والدعوية والتواصلية والسياسية والعلمية.

## أهل بيته
لم تكن جهود بناء جماعة ومدرسة العدل والإحسان لتؤتي أكلها لولا توفر محضن اجتماعي صابر هو أهل بيت ياسين؛ زوجه وأبناؤه وأصهاره، حيث كانوا سنداً قوياً لدعوة عبد السلام ياسين في جميع المراحل واللحظات الحاسمة؛ في الاعتقال والسجن والحصار والإقامة الإجبارية، في احتضان المؤمنين والمؤمنات وعامة الزائرين والضيوف، سواء في اللقاءات العامة والخاصة أو في الزيارات التي لم تنقطع يوماً طيلة عقود، كانوا وما زالوا ذوي الفضل على ولادة دعوة العدل والإحسان وتطورها واستمرارها. وهم في كل ذلك ظلوا صابرين متوكلين متواضعين، يتلطفون لكل زائر ليلاً ونهاراً ويتوددون ويبتسمون.

## التأليف العلمي والأدبي

### آثاره العلمية
ظل القرآن النبع الذي استقى منه عبد السلام ياسين منذ صباه، أصول البناء الذاتي قلباً وعقلاً وإرادةً، وبناء مشروع منقذ للأمة علماً وعملاً وجهاداً، كما كان حريصاً على اتباع السنة النبوية فهماً واقتداء وتطبيقاً. فكان شغوفاً بطلب العلوم من مصادرها المتنوعة، وبالمطالعة المتواصلة للكتب والمؤلفات سواء في بيته أو سجنه، في حله أو ترحاله، قال ياسين:«أما اطلاعي فهو اطلاع شاب ثم رجل قرأ من الكتب، أخذ من الكتب ومن الواقع مباشرة. فالأسس المتينة التي أخذتها عن أساتذتي في المدرسة الأولى، مدرسة السيد المختار السوسي رحمه الله لم يكن لي به اتصال مباشر إلا مرتين أو أقل في حياتي، ولكن بواسطة تلامذته كان التكوين الذي كوناه يومئذ ونحن في صبانا، تكوينا متيناً. فأنا أعتبر أن هؤلاء، رحمهم الله وجزاهم عنا خيراً، هم الذين أرسوا قواعد تفكيري وقواعد تعاملي مع اللغة العربية، ومع الدين، مع احترام الإسلام، واحترام القرآن، واحترام السنة، واحترام المحترمات الدينية.أما اطلاعي على الأشياء الأخرى فلست بمُستطيع أن أحصر ما قرأته من كتب، وقد طالعت كثيراً كثيراً كثيراً من فلسفة وإيديولوجيات وماركسية وتاريخ ويطول هذا.»
واسترشاداً بالقرآن والسنة النبوية، وبناء على قراءة فاحصة للتراث الاجتهادي لعلماء الأمة، وللنظريات والمشاريع الفكرية والسياسية الأجنبية، كانت تآليف الإمام المجدد عبد السلام ياسين في نظرية المنهاج النبوي بمجالاتها التربوية والعلمية والتاريخية والفقهية والفكرية والسياسية، معيناً لا ينضب ومورداً ملهماً وموجهاً لكثير من أبناء الأمة في التفاعل مع همومها وحاجاتها المتجددة في الزمان والمكان، وقد بدأ الإمام المرشد مسيرة التأليف بالكتابة في موضوعات بيداغوجية وتعليمية، كان منها: كيف أكتب إنشاء بيداغوجياً (1962) ومذكرات في التربية (1963) والنصوص التربوية (1963).
ثم شرع في إصدار المؤلفات العلمية والدعوية بدءاً بكتابي الإسلام بين الدعوة والدولة (1972) والإسلام غدا (1973) اللذين وضعا أسس ومنطلقات مدرسة المنهاج النبوي ثم كتاب المنهاج النبوي تربية وتنظيماً وزحفاً (1982) الذي تضمن المعالم الكبرى لهذه المدرسة من خلال تقديم تصور تربوي وتنظيمي وسياسي للعمل الإسلامي في زمن الفتنة (زمن الحكم العاض والحكم الجبري بما رافقهما من معاني البغي والاستبداد وسلب الحقوق ومحاربة العلماء والدعاة المجاهدين) ثم جاءت كُتب أخرى تفصل مفردات هذا التصور في مختلف المجالات، مثل: كتاب الإسلام والقومية العلمانية (1989) الذي يتناول الموقف من النزعة القومية وما جنته على الأمة، ومن الأطروحة العلمانية ثم كتاب نظرات في الفقه والتاريخ (1989) الذي يبسط النظرة إلى تاريخ المسلمين وعلاقته بتطورات الفقه الإسلامي ثم كتاب تنوير المؤمنات في جزأين (1996) الذي عرض فيه الإمام ياسين موقع المرأة المُسلمة في معركة التغيير والبناء؛ بتحرر كامل من النظرة التقليدية المتزمتة والنظرة الغربية المنفلتة. كتاب الإحسان في جزأين (1998-1999) وهو عماد مشروع المنهاج النبوي بما تضمنه من تحليل عميق لما عرف بالتصوف، وتأكيد على محورية الأساس التربوي في العمل الإسلامي؛ وهو بذلك توضيح لمضامين الإحسان الشطر الثاني من شعار مدرسة المنهاج النبوي أي العدل والإحسان. كتاب العدل: الإسلاميون والحكم (2000) يمثل هذا الكتاب تنظيراً شاملاً للحكم الإسلامي وعقباته، وسبل مواجهتها، وهو بذلك توضيح لمضامين العدل الشطر الأول من شعار مدرسة المنهاج النبوي أي العدل والإحسان.
كتب حوار مع الفضلاء الديمقراطيين (1994) وفي الاقتصاد: البواعث الإيمانية والضوابط الشرعية (1995) والشورى والديمقراطية (1996) وحوار الماضي والمستقبل (1997) وحوار مع صديق أمازيغي (1997) فيها بسط لنظرة مدرسة المنهاج النبوي إلى عدد من القضايا والإشكالات المعاصرة مثل الديمقراطية والاقتصاد الرأسمالي والاشتراكي والمسألة الأمازيغية. كتاب Islamiser la modernité الإسلام والحداثة يتضمن دراسة لإشكالية العلاقة مع الغرب وتصوراته للحداثة والعقلانية وغيرها.
ولما كانت معالم التجديد والتميز بارزة فيما خطه ياسين من كتب ودراسات ورسائل، فقد تم عقد مؤتمر علمي دولي في اسطانبول يومي 1 و 2 دجنبر 2012 شارك فيه باحثون وعلماء من جامعات ومراكز علمية من دول شتى، تناولوا فيه موضوع محورية القرآن في نظرية المنهاج النبوي، وذلك في سبع جلسات علمية اشتملت على محاور منها: نظرية المنهاج النبوي – دولة القرآن – القرآن الكريم والتزكية – المراجعات الأصولية والفقهية واللغوية في نظرية المنهاج النبوي. وبعد وفاة ياسين وتنفيذاً لإحدى توصيات هذا المؤتمر، بادر بعض الباحثين المهتمين بتراثه العلمي والتربوي إلى الإعلان عن ميلاد مؤسسة الإمام عبد السلام ياسين بتركيا. لتكون مرجعاً علمياً عالمياً في التعريف بنظرية المنهاج النبوي بحثاً وتفصيلاً ودراسة، وتمكين الباحثين والدارسين من فرص الاطلاع عليها وإنجاز بحوث وتقارير علمية في جوانبها المختلفة.

### صنعة الكتابة وروحانيتها
كان ياسين لا يكتب بالنهار إلا قليلاً، وجل كتاباته كانت في جوف الليل أما النهار فيخصصه للقراءة وكتابة رؤوس الأقلام فقط. وكان دقيقاً في مراجعة ما يكتب، وتتبع النقط والكلمات ليخرج الكتاب خالياً من الشوائب، ولننظر في هذا القول الذي بين فيه ياسين جوانب من سياق تأليف كتاب المنهاج النبوي:«أنا فكرت طويلاً في ضرورة تقديم فكر مُنظم مُبسط جامع لما ينبغي أن يعرفه العاملون للإسلام. فكرت في هذا سنوات طويلة. وطيلة هذه السنوات ترتبت في ذهني هذه الخصال العشر، هذا الترتيب الذي ترونه، على مكث، وليست شيئاً مرتجلاً. في المعتقل الأول أخذت ما حصل عندي من كُتب الحديث، جمعتها ثم قسمتها ثم صنفتها لكي أخرج منها شعب الإيمان، وأدرجت بعدئذ هذه العناوين العشرة. وهكذا شيئاً فشيئاً اكتسب هذا التفكير المتواضع في المنهاج النبوي صورته التي تقرأونه عليها.»

ثم إن ياسين ظل حريصاً على تطوير فكره وتحصينه من التحجر والانغلاق. حيث قال:
| عبد السلام ياسين | أما سؤالك هل هذه نهاية التفكير المنهاجي، فأقول لك كلا ثم كلا. فما كان قصدي ولا ينبغي أن يكون قصدي أن أقف حجر عثرة أمام أي كان، الآن وبعد الآن، فأمنعه من التفكير الحر في ما فيه مصلحة الناس، في ما فيه مصلحة المسلمين فرادى وجماعة. ما كان لي وما يكون لي وما ينبغي أن أزعم للناس وأن أدعوهم هلموا، اتخذوا هذا الفكر وثنا، وقفوا عنده وتحجروا، فأنا أقصد عكس هذا. وإن الرجل الذي يحدث نفسه بأن يتخذ فكره مرجعاً دون ما قال الله وقال رسول الله، وأن يقال بعد موته، لقرون أو لسنوات أو لما شاء، قال المصنف رحمه الله، ونقف عندما قاله المصنف، هذا رجل متحجر ميت قبل أن يحشر في قبره. فأنا أرجو الله عز وجل وأسأله جلت عزته أن تكون هذه القواعد التي بسطتها في متناول الجميع، يؤخذ منها ويترك حسب الوقت وحسب الظرف، حسب الزمان وحسب المكان. وما هي إلا محاولة لجمع شعب الإيمان وتصنيفها، وشعب الإيمان من جاء بها؟ ليس لهذا العبد إلا تبسيط المنهاج، وتوصيل الفهم للناس. وعلى الناس – في زماني وبعد زماني، في هذه الجماعة وفي غيرها - أن ينتقدوا، وأن يحللوا، وأن يردوا، وأن يأخذوا، وأن يطوروا، وأن يحوروا، فذلك ما أريده. وأرجو الله ألا يقف أحد معي فأنا أحاجه عند الله عز وجل إن اتخذ فكري وثنا وصنماً. أما أن يكون شيئاً يستأنس به، شيئاً لا يؤخذ بخفة، يقال هذا كلام فأنا بذلت فيه عصارة فكري وعصارة رغبتي في نصر كلمة الله عز وجل. | عبد السلام ياسين |

### شعره
نظم الإمام عبد السلام ياسين شعراً جميلاً عذباً مؤثراً لما تضمنه من تذكير بالله والآخرة والمصير، واستنهاض للهمم والإرادات للسير في سبيل الإحسان. فجاء شعره في حلل أسلوبية وإيقاعية متنوعة ومنسجمة. كتب الإمام في مقدمة المنظومة الوعظية قائلاً:
| عبد السلام ياسين | منظومة مطمئنة بالإيمان بالله ورسله وباليوم الآخر، علها تسارع إليها أفئدة من الناس في دنيا القلق والسرعة. كلمة هادئة مستمسكة بالدين في زمن فلسفة التفكيك والتدكيك، فلسفة المطرقة حسب تعبير نتشه المخبول الألماني الذي حطم بهوسه المجنون وظنه الغريق في لجج الأوهام أصناماً تسمى الله وتسمى اليوم الآخر. | عبد السلام ياسين |

أبيات موزونة مقفاة أشبه شيء بنظم الفقهاء وأرجوزاتهم، لها هدف كما كان لنظم الفقهاء المعلمين هدف. نظم هدفه تنبيه نفس راقدة على وسادة الغفلة إلى لحظة موت تنتظره لا يشك فيها. يموت قريب أو عزيز فتنزعج النفس وتتأسف وتحزن وتفقد الحياة المادية ومباهجها ومشاكلها ومشتهياتها كل معنى. ثم ينسى المرء ويتناسى ويعود إلى مدرجته في الحياة. 
لعل هذا النوع من الخطاب المنظوم يزعجه عن مرقده. لعل الموعظة المكتسية حلة شعرية تنفذ إلى أعماق النفس. لعلها تطرق في ليل الغفلات أبواب القلب. لعلها تسري بالمستيقظ على ضربات التذكير بالآخرة من دار لدار، من حال لحال، من نمط عيش إلى حياة إيمان.
وقد ألح ياسين على ضرورة التزام الأدب الإسلامي بالمضمون القرآني النبوي ليكون حاملاً لراية الدعوة إلى الله، مذكراً وموجهاً وناصحاً:
| عبد السلام ياسين | إن كان من المعقول أن يتدرج الأدب الإسلامي والفن والمسرح والشعر في جهاد تميزه عن الأدب الكاسح المادي، فاكتماله يرجى يوم يعبئ الطاقات الأدبية بشجاعة وصدق ليقف صفاً متراصاً خلف الكلمة القرآنية والبلاغ النبوي. وليستعمل الجمالية الأدبية ليبلغ كلمة القرآن وحديث الوحي، لا يلوي على بنيات الطرائق الفنية فيتسرب منه المضمون القرآني النبوي. | عبد السلام ياسين |

أما الدواوين الشعرية التي أصدرها فهي: 
- شذرات (ديوان شعر) الخميس 20 رمضان 1409، الموافق 27 أبريل 1989، وطبع سنة 1992.
- قطوف (ديوان شعر من 777 قطعة في كل قطعة سبعة أبيات، طبع منه أربعة أجزاء): بدأ الكتابة صبيحة السبت 30 رمضان 1409 وانتهى مع أذان الظهر الأربعاء 11 صفر 1410 الموافق 13 شتنبر 1989. وطبع سنة 2000 وسنة 2015.
- المنظومة الوعظية (الرسالة الثالثة من سلسلة رسائل الإحسان): بدأ كتابتها يوم الأحد 30 محرم 1417 وانتهى منها عصر الجمعة 11 صفر 1417 الموافق 28 يونيو 1996، وطبع سنة 1996.[36]

## النتاج المؤلفي والعلمي
وفيما يلي لائحة بأغلب ما طُبع من كُتب عبد السلام ياسين وترجماتها:
باللغة العربية
| - الإسلام بين الدعوة والدولة، 1972 - الإسلام غدا، 1973 - الإسلام أو الطوفان (رسالة مفتوحة إلى الملك الراحل، وقد كان طبعها وتوزيعها بطريقة لم يقصد بها عموم الناس)، 1974 - حوار مع النخبة المغرَّبة (مترجم)، 1980 - رسالة القرن الملكية في ميزان الإسلام، 1980 - المنهاج النبوي تربية وتنظيما وزحفا، 1982 - الإسلام وتحدي الماركسية اللينينية، 1987 - الرجال (الجزء الأول من سلسلة «الإحسان»)، 1988 - مقدمات في المنهاج، 1989 | - الإسلام والقومية العلمانية، 1989 - نظرات في الفقه والتاريخ، 1989 - شذرات (ديوان شعر)، 1992 - محنة العقل المسلم بين سيادة الوحي وسيطرة الهوى، 1994 - حوار مع الفضلاء الديمقراطيين، 1994 - رسالة تذكير (الرسالة الأولى من سلسلة «رسائل الإحسان»)، 1995 - في الاقتصاد: البواعث الإيمانية والضوابط الشرعية، 1995 - رسالة إلى الطالب والطالبة، إلى كل مسلم ومسلمة (الرسالة الثانية من سلسلة «رسائل الإحسان»)، 1995 - تنوير المؤمنات (في جزأين)، 1996 - الجزء الأول + الجزء الثاني - - الشورى والديمقراطية، 1996 | - المنظومة الوعظية ( الرسالة الثالثة من سلسلة «رسائل الإحسان»)، 1996 - حوار الماضي والمستقبل، 1997 - حوار مع صديق أمازيغي، 1997 - الإحسان، الجزء الأول، 1998 - كيف نجدد إيماننا، كيف ننصح لله ورسوله (الكتاب الأول من سلسلة «دروس المنهاج النبوي»)، 1998 - الفطرة وعلاج القلوب (الكتاب الثاني من سلسلة «دروس المنهاج النبوي»)، 1998 - الإحسان، الجزء الثاني، 1999 - مذكرة إلى من يهمه الأمر (رسالة نصيحة بالفرنسية إلى الملك محمد السادس، ترجمت إلى اللغة العربية وغيرها من اللغات)، 1999 - سلامة القلوب (الكتاب الثالث من سلسلة «دروس المنهاج النبوي»)، 1999 - اقتحام العقبة (الكتاب الرابع من سلسلة «دروس المنهاج النبوي»)، 1999 | - العدل : الإسلاميون والحكم، 2000 - قطوف (ديوان شعر طبع منه خمسة أجزاء)، 2000 - 2015 - الجزء الأول + الجزء الثاني + الجزء الثالث + الجزء الرابع + الجزء ألخامس - الإسلام والحداثة (مترجم)، 2000 - الرسالة العلمية، 2001 - الخلافة والملك، 2001 - رجال القومة والإصلاح، 2001 - يوم المؤمن وليلته، 2002 - الثمن (الكتاب الخامس من سلسلة «دروس المنهاج النبوي»)، 2004 - سنة الله، 2005 - مقدمات لمستقبل الإسلام، 2005 | - يوم المؤمن وليلته (طبع في كتاب بالعربية والإنجليزية)، 2007 - إمامة الأمة، 2009 - القرآن والنبوة، 2010 - جماعة المسلمين ورابطتها، 2011 - وصيتي |

باللغة الفرنسية
- La révolution à l'heure de l'ISLAM, 1980
- Pour un dialogue avec l'élite occidentalisée, 1980
- Islamiser la modernité, 1998
- Mémorandum à qui de droit (Lettre ouverte à Mohamed IV, roi du Maroc), 1999

### مما ترجم من كتب ورسائل الإمام
إلى اللغة الإنجليزية
- Memorandum: To Him Who Is Concerned (Traslation of an open letter in French to the country’s new king, Mohamed VI), 1999
- Winning the Modern World for Islam, 2000
- The MuslimMind on Trial: Divine Revelation versus SecularRationalism, 2003
- Day and Night Schedule of the Believer (A book in Arabic and English), 2007
- The Last Testament of Imam Abdessalam Yassine 2013

| إلى اللغة الألمانية - Memorandum an wen es angeht, 1999 - IslamischerVernunftappell an die Moderne, 2000 - Tag und Nacht des Gläubigen, 2013 إلى اللغة التركية - Nebevi Yöntem Eğitim-Yapılanma-Hareket, 2012 - Sünnetullah, 2012 - Hilafet Ve Saltanat, 2012 - Direliş Ve Islah Önderleri, 2012 - Vasiyeti إلى اللغة الإسبانية - Memorandúm a Quien Corresponda, 1999 - El último Testamento, 2014 | إلى الفرنسية - Mon-Testament, 2014 - Histoire et Droit musulmans : Ruptures passées et à venir, 2015 - Femmes musulmanes : Traité sur la voie إلى اللغة الإيطالية - Il Giorno E la Notte Del Credente, 2013 - il mio testamento - ISLAM E MODERNITA, 2015 إلى اللغة الروسية - Испытание мусульманского разума, 2014> إلى اللغة الأوكرانية - http://siraj.net/Випробування-мусульманського-розуму-1023.html# Випробування мусульманського розуму, 2014 |

## الإرث الثقافي

### القرآن والسنة النبوية في حياته
عبادته وذكره
كان عبد السلام ياسين حريصاً على أن يدركه الأذان في بيت الله، وفي الجمعة على الجلوس في الصف الأول وعلى يمين الإمام. وكان كثير الذكر للكلمة الطيبة، كثير الصلاة على رسول الله ﷺ ففي وصيته أوصى بالصلاة وبالصلاة في المسجد مع اتباع النبي ﷺ في الحركات والسكنات، وكان أعظم أمره الصلاة، وفي كتاباته أوصى بها كثيراً، فإذا أحزنه أمر فزع إلى الصلاة، وكان ينتظر الصلاة قبل أن يدخل وقتها، ويتهيأ لها بالذكر وبالنوافل القبلية ثم البعدية. قبل الحصار كان حريصاً على إدراك الأذان بالمسجد، وفي سنوات الحصار يحرص أن يدركه وقت الأذان وهو ينتظر الصلاة ويتهيأ لها، كما كان يبكر لصلاة الجمعة فيخرج للمسجد في الحادية عشرة زوالاً ويصلي اثنتي عشرة ركعة، ويحرص على التأخر في المسجد بعد الصلاة، وكان حريصاً أن يتبع الفريضة بالنوافل قبل أن يتكلم. كما كان مداوماً على صلاة الحاجة والاستخارة وقيام الليل، مذكراً بسنن النبي ﷺ في الصلاة، متحرياً للسنة في الحركات والسكنات والمواقف، موصياً بالتبأس والتقنع والأنين بين يدي الله.
سياحة أمتي الصيام كما قال ﷺ لهذا كان ياسين لا يفوته صيام الاثنين والخميس والأيام البيض ويصوم كل الأيام الفاضلة، ويسأل عن حال الإخوان وعن صيامهم لهذه الأيام، وقضى سنوات الحصار العشر كلها في صيام، وأيضاً أيام سجن العلو، ويحكي محمد العلوي أن الإمام المرشد عبد السلام ياسين سأله مرة في ثاني أيام عيد الفطر: هل أنت صائم؟ فأجابه: نعم؟ فقال له: هكذا يكون الإخوان (أي يصومون الست من الشوال مباشرة بعد العيد).
ياسين والقرآن
قال الإمام المرشد عبد السلام ياسين:«إنما يحتكم إلى القرآن ويرقي فهمه إلى التلقي عن القرآن ويحفظ حرمة القرآن من كان القرآن ربيع قلبه والنظر فيه قرة عينه والامتثال له راحة روحه لا يضيره مع هذا أن يستفيد من علوم الأئمة وما من علم تناولوه إلا وهو في خدمة القرآن، مستنبط من القرآن، راجع إلى القرآن، صادر عن القرآن، والسنة مبينة منيرة.»
ومن الأقوال التي نقلت عنه: ذكر الكُمَّل القرآن وهذا ما وجد حاضراً في جميع مراحل حياته فقد حفظ القرآن في طفولته، وعاد يتعهده بعد اعتقاله سنة 1974 وقد مر بنا أنه قضى ستة أشهر يقرأ القرآن ويختمه في جلسة واحدة بسجن لعلو في 1984، وكان طيلة حياته يخصص كل يوم وقتاً لسماع القرآن وتدبره، وقضى مدة طويلة وهو يستمع بعد صلاة الصبح لكبار القراء كالشيخ محمد رفعت والشيخ سيد متولي والشيخ محمد صديق المنشاوي، وكان ينوع الطرق في التعامل مع القرآن الكريم، تلاوة وتدبراً، فتراه يقرأ الحزبين من المصحف (ورد اليوم) ثم يقرؤهما مرة ثانية في قيام الليل، ثم يقرؤهما مرة ثالثة بدون مصحف.
وحكى الأستاذ محمد عبادي أن الإمام المرشد في زيارته للمناطق الشرقية – بل وغيرها من المناطق – بعد رفع الحصار، كان يختم القرآن كل يومين أو ثلاثة – وأحياناً يومياً – رغم أن برنامجه كان حافلاً باللقاءات بمعدل ثلاثة لقاءات في اليوم، وكان يقرأ السور والآيات خمس مرات في اليوم، كما استبشر وفرح كثيراً لما نقل إليه خبر عدد حفاظ كتاب الله الذين خرجتهم حركة حماس في غزة، وفي هذا تأكيد على ضرورة اهتمام الحركة الإسلامية خاصة والأمة عامة بحفظ القرآن الكريم، وأما محبته وتقديره لأهل القرآن فأمور ظاهرة في كل وقت وحين، ولنقف عند مثال المحبة المتبادلة بينه وبين الحاج المكي بنكيران وهو من أشهر شيوخ القراءة في مدينة فاس، ومن لطائف الأقدار أنه بعد رفع الحصار، وفي إحدى زيارات الإمام المرشد لمدينة فاس (15 مارس 2001) توفي الحاج المكي وحضر الإمام الصلاة على جنازته في مسجد الأندلس.
ياسين والسنة الشريفة
من كلام عبد السلام ياسين:«كل سنة نبوية تفك عنا عقدة شيطانية.» كان الإمام يحرص على التطبيق العملي لسنن رسول ﷺ وعندما يعثر على سنة نبوية – من خلال قراءته لدواوين الحديث – يفرح فرحاً شديداً وكان دأبه في مجالسه أن ينهي كلامه بمجرد سماع أذان الصلاة، وكان يتصدق بعرضه على من يسبه ويشتمه، وهذا أمر شوهد مرات كثيرة؛ فقد أخبر الإمام يوماً بكلام جارح كتبه أحد السياسيين عنه، فقال:«هذا الرجل من آل بيت رسول الله، وقد تصدقت بعرضي عليه.» وكان خلقه الرحمة، وفي مجالسه كلما وجد حشرة صغيرة أخذها برفق ونقلها لحديقة المنزل، وكان يذكر جلساءه بحديث رسول الله ﷺ:في كل كبد رطبة أجر ومما أثر عنه أنه كلما قدم الحلوى لضيوفه، طلب منهم أكلها بنية أن رسول الله ﷺ كان يحب الحلوى، ومما أخبر به رسول الله ﷺ أن الإناء يستغفر للاعقه فكان الحبيب المرشد يستن بهذه السنة النبوية، وكان أيضاً يقتصد في الماء أثناء الوضوء إذ لا يخرج من الصنبور إلا كمثل الخيط من الماء.،وفي جلوسه بمنزله كان دائماً يحرص أن يكون مستقبلاً للقبلة، وكان شديد الحرص على الطهارة والنظافة في ملبسه وكل شيء، وكان عندما يكر من في بيته يخدمهم بنفسه، وذكر ياسين ذات يوم مقتل الإمام الحسين فاستعبر، فقال:«الحمد لله، وافقت العبرة العبرة.» أي وافقت دمعته دمعة رسول الله صلى الله عليه وسلم.

### عنايته بالإعلام والتقنيات الحديثة
توظيف التقنيات الحديثة
في تهييء المقر ألح عبد السلام ياسين على الإتقان الخدماتي للمقر، رغم الحصار المضروب على الجماعة، وطلب أن يكون كل شيء متقناً وأن يتوفر على شبكة المعلوميات وشبكة الهاتف وقاعة محاضرات مجهزة وغيرها، وعين لجنة تقنية وكان يتابعها في الإنجاز ويتابع عملها، كما حرص على الإتقان في التواصل، فكان يتابع تهييء الهوية البصرية للجماعة، وجمع لذلك التقنيين والفنانين لإنجاز رمز الجماعة، وكان يتابع عمل المواقع الالكترونية للجماعة، ويوجه العاملين فيها إلى تحقيق وظيفتها وهي تبليغ خبر الآخرة ونشر أخبار الجماعة، وكان يوصي بالعناية بالشكل الفني ويحرص عليه وهو من أوصى باستعمال اللون الأخضر في موقعه الإلكتروني. وكان يقول:«ينبغي أن نحرص في أي إناء نعرض بضاعتنا.» وبين سنتي 2002 و2005 يسر الله نتائج جيدة بالبث المباشر لمجالس الإمام عبر شبكة الإنترنت، إذ كان يتابعها ما يقارب ألف مجلس من مجالس المؤمنين والمؤمنات في المغرب وبلدان العالم، ويتواصل مباشرة معهم ويرد على أسئلتهم.
وعن الإتقان التفاعلي، فقد كان يستعمل الحاسوب في البحث ويوصي الإخوان باستعماله، فقد بدأ يستعمل الحاسوب في 1998 وكان من أوائل من استعمل الحاسوب في الجماعة، وكان يطلعها على برامج جديدة في الحاسوب، ويستمع لتسجيلات القرآن الكريم عبره، وسجل فيه القرآن الكريم بصوته، واستغنى عن المكتبات الإلكترونية التي كان يثبتها في حاسوبه بعد انتشار الإنترنت إلا المكتبة الشاملة وكان يكتشف القراء عبر الأنترنت من باكستان وأندونسيا وغيرهم، وكان يحث على محو ما يسميه الأمية المعلوماتية.
الاهتمام بوسائل الإعلام
كان الإمام ياسين دائم الاستماع في أوقات محددة إلى محطات إذاعية دولية وذلك لمتابعة الأخبار والتحليلات السياسية والمستجدات العلمية واقتناص العبر والحكم، وكانت مواعيد هذه النشرات الإخبارية والتحليلية مضبوطة لديه إذ يفتح المذياع وينصت ثم يغلقه مباشرة بعد انتهائها، كما كان يتابع بعناية مجموعة من المجلات منها: time – science et vie- selection وكان يتابع المجلة الأسبوعية الأمريكية (التايم) – في مرحلة من مراحل عمره – لمدة 5 سنوات ويقرؤها من الغلاف إلى الغلاف.

### الإتقان في حياته
الإتقان في الاعتناء بالصحة والتغذية
في سنوات الحصار كانت رياضته هي المشي فكان يمشي أكثر من ساعة يومياً في سطح المنزل أو الحديقة ويحدث زواره من أقربائه وهو في حصة المشي، وكان يلح دائماً على فتح النوافذ للتهوية في المجالس، وكان ذا دراية عالية بالأعشاب وأنواعها وفوائدها، كثير الاستعمال لها والتداوي بها، متتبعاً للجديد بخصوصها في مظانها العلمية، وكان كثير الصيام، حيث صام كل أيام الاعتقال وأيضاً صام سنوات الحصار كلها، وكان يتحرى السنة النبوية فيفطر على تمرات، وفي عيد الأضحى كان يغير نظامه الغذائي فيأكل أكثر مما هو معتاد في الأيام الأخرى، ويقول هذه أيام أكل وشرب وذكر لله اتباعاً لسنة رسول الله ﷺ.
الإحسان في تربية أبنائه وتعليمهم وتأهيلهم
للإمام المرشد ستة أبناء: ندية وخالد وكامل ومحمد وآسية ومريم، وله أحد عشر حفيداً.
كان دائم التواصل مع أبنائه وأحفاده يستمع لهم باهتمام مهما طال بهم الحديث، وفي أوج انشغاله الدعوي كان يجالس أبناءه ويحكي لهم القصص، ويعطيهم من وقته ما يستحقون، وكان يضع دائماً بعض الحلوى أو الفاكهة بقربه، ويفرقها على أحفاده ومن يزوره من أطفال، اعتادت حفيداته أنهن يقطفن بعض الورد من الحديقة ثم يأتين إليه قائلين (با سيدي) ويلعبن بها في لحيته، ولم يكن يمنعهن بل على العكس من ذلك كان يلاعبهن، وعن توجيهه لأبنائه ومساعدتهم فقد كان يساعدهم في مراجعة الدروس وإنجاز الفروض، وكانوا يستشيرونه في أمور الدراسة والعمل، ويوجههم وينصحهم ثم في الأخير يترك لهم حرية الاختيار ولا يفرض عليهم رأيه، وكان ينفق على أبنائه بسخاء، ويستجيب لحاجياتهم، وكان يوزع المهام على أبنائه وبناته، لكل مهمته، وكل فرد يحس أنه محط الاهتمام والعناية الأبوية، ومن سيرته أنه كان لا يقبل أن يهان أحد من أبنائه أمامه، فكانت كرامتهم مصونة محفوظة بوجوده، وكلما أقبل عليه أحد من الأبناء يحرص على تقبيله، ويستقبله بوجه باش ويسأل عن الغائب، وكان يسأل بناته برفق عن جلساتهن الإيمانية، ويحرص على جمع أفراد العائلة وإخبارهم بمستجدات الجماعة والأحداث التي تعيشها، ويحثهم على حضور الوقفات والمسيرات بصحبة أبنائهم.
دعوته ورفقه
كانت دعوته دعوة حكيمة رفيقة بالمؤمنين والناس أجمعين:
- الاحتضان في بداية الدعوة وتأليف القلوب: كان الإمام عبد السلام يناقش إخوته تفاصيل العمل الدعوي نقطة نقطة، ويسأل عن الأعضاء بالاسم، وكان حديثه محفزاً وممتعاً، يحتضن الجميع، ويعظ الحاضرين بأسلوب بسيط يفهمه الجميع، ويعطي في المجلس كل ذي حق حقه، سواء أكان متعلماً أم أمياً، صغيراً أو كبيراً، طالباً أو عاملاً أو غير ذلك.
- الصبر: ذكر الأستاذ حسن قبيبش أنه حضر مجلساً للإمام زاره فيه بعض الأساتذة الجامعيين، وكان متعباً، ورغم ذلك حاورهم وطرحوا عليه مجموعة من الأسئلة وهو يجيب ويبتسم للجميع لأزيد من ساعة، وبمجرد انصرافهم تمدد المُرشد من العياء، ولم يلحظ أحد من الحضور عياءه وتعبه.
- التشجيع وإطلاق المبادرات والاهتمام بالإنجازات والتقويم؛ ذلك أنه كان يشاهد الأشرطة التي تقدم بعض أنشطة الجماعة، ويتابعها باهتمام، ويسأل عن الإخوان الذين يظهرون بالشريط ويكتشف طاقاتهم.[36]

الإتقان في سيرته العطرة
كان رسول الله ﷺ قمة في الإتقان حالاً وعملاً ودعوة، ولذا كان هم الإمام المرشد وهمته متعلقين بالقدوة النبوية، واجتمع فيه سعي العبد بكل تفان وإتقان بما يسعه الجهد، وبما وهبه الله من إمكانيات، ينشد الكمال في كل شيء، فاجتمع الجهد البشري مع العطاء الإلهي، وليجتمع في المؤمن هذان الأمران لابد من شرطين كما قال ياسين:«البداية منك والصدق لا ينوب عنك فيه أحد، ولو كنت مع الصادقين قد تأخذ منهم لكن لا ينفع إلا صدقك وإخلاصك.» هكذا كان ياسين في حياته كلها، يترجم الإتقان بالعمل الجاد والمثمر مع الحرص على إحكامه وإكماله وتحسينه وتجويده، وكان يربي ويوجه المؤمنين والمؤمنات إلى تحري الإتقان في كل عمل تعبدي وسلوكي ومعاشي، فردياً كان أو جماعياً كما قال صلى الله عليه وسلم:إن الله كتب الإحسان على كل شيء.
ومن الصفات السلبية التي كان يحذر منها الفوضى والتشتت وإضاعة الوقت، والتأخر والتهاون عن أداء المهمات، وعدم إتمام العمل، والإغراق في التنظير مع ضعف الفعل، وإخفاء مكامن النقص في العمل، وضعف الحس الجماعي، كان له برنامج يومي دقيق، وكان يتحدث عن عبادة الوقت، حين يستجد أمر ويحتاج منه بعض الوقت، ينهي واجباته ويتفرغ له، ويعطي له كليته حتى يكون أداؤه فيه عالياً، وما جلس في مجلس إلا وبحث عن الساعة ليضبط الوقت.
حياته كانت كلها منتظمة، في بيته الصغير يستقبلك المكان كما يستقبلك صاحبه، ويثير انتباهك الرحابة والجمالية والانضباط، كل شيء مرتب في مكانه، وفي كل وقت يغير في ترتيب البيت ليجدد في المكان، فكان صاحب ذوق رفيع، يختار من يقضي خدماته بعناية، بحثاً عن الإتقان، كان شديد الضبط لالتزاماته، كل عمل يحدد دوره والهدف منه وتوقيته، ويطلب التذكير بهذه الأمور ويحرص على متابعة العمل ليمر كما تم الاتفاق عليه.

### وصيته
كان بَدْءُ كتابة وصيته على الساعة الرابعة والنصف قبل فجر الجمعة 23 ذي الحجة 1422 وختْمُها نثراً على الساعة الثالثة والنصف ليلة الأحد 25 والانتهاء من الوصية نظماً على الساعة الخامسة فجر الأربعاء 28 من نفس الشهر والعام الموافق لـ 13 مارس 2002.
تركها عبد السلام ياسين مكتوبة ومسموعة لأبناء جماعة العدل والإحسان وأمة رسول الله ﷺ وهي وصية كتبها ليلة الأحد 25 ذي الحجة 1422 هجرية، واستُمع لها في حفل التأبين ببيته بالرباط يوم الجمعة 29 محرم الحرام 1434.
أكدت الوصية نثراً وشعراً على ما أوصى به الله المؤمنين والمؤمنات وما أمرهم به من طلب وجهه والجهاد في سبيله، وأوصى الإمام بالصحبة والجماعة، بالصحبة في الجماعة، حيث قال:«وأوصي أن العدل قرين الإحسان في كتاب ربنا وفي اسم جماعتنا، فلا يُلهنا الجهاد المتواصل لإقامة دولة العدل في أمتنا عن الجهاد الحثيث لِبلوغ مراتب الإحسان. الإحسان أن تعبد الله كأنك تراهُ، ولا مدخل لك في هذا يا أخي ولا مدخل لك يا أختي في هذا المضمار إلا بصحبة تفتح أمامكَ و أمامكِ المغالق وتحدو بركبك إلى عالم النور والرقائق.»

## وفاته
صبيحة يوم الخميس 28 محرم 1434 هـ الموافق 13 دجنبر 2012 توفي عبد السلام ياسين بعد حياة طويلة كان من ثمارها انتظام الآلاف من المؤمنين والمؤمنات في فلك جماعة ومدرسة العدل والإحسان في أقطار شتى من العالم، وفور سماع خبر الوفاة، زار بيته بالعاصمة الرباط الآلاف من محبيه ومن العلماء والدعاة والمفكرين والسياسيين، من المغرب وخارجه، لتقديم واجب التعزية والمواساة للعائلته ولجماعة العدل والإحسان.
وبعد صلاة الجمعة في مسجد السنة بمدينة الرباط أقيمت صلاة الجنازة عليه وانطلق مئات الآلاف في جنازته ليُوارى جسده الثرى في مقبرة الشهداء، ثم كانت مآتم التأبين في مدن المغرب وفي بلدان أوروبية وأمريكية وأفريقية فرصةً للإفصاح عن شهاداة أنصاره لما ميز ما وصفوه الإمام المُجدد وأخلاقه ومواقفه من الحب للقرآن الكريم، والاستمساك المتين بالسنة النبوية وسعة الأفق وعمق التحليل والرفق بأمة الإسلام.

## وصلات خارجية
- عبد السلام ياسين على موقع أرشيف الشارخ.
- موقع الأستاذ عبد السلام ياسين
- قناة بصائر لأشرطة الأستاذ عبد السلام ياسين
- سراج - المكتبة الإليكترونية للأستاذ عبد السلام ياسين
- مؤسسة الإمام عبد السلام ياسين للأبحاث والدراسات
- جماعة العدل والإحسان
- أخوات أونلاين - نساء العدل والإحسان
- الجزيرة نت